# Universidad de Kingston
La Universidad de Kingston (informalmente KUL, en español: La Piedra del Rey) es una universidad pública de investigación ubicada en el municipio de Londres del 'Royal Borough of Kingston upon Thames', Reino Unido. La universidad se especializa en arte, diseño, moda, cinematografía, ciencia, ingeniería y negocios. Recibió el estatus de universidad en 1992, antes de lo cual la institución era conocida como Kingston Polytechnic. Sin embargo, sus raíces se remontan al Instituto Técnico de Kingston fundado en 1899. La universidad tiene cuatro campus ubicados en Kingston y Roehampton. Kingston University London, es miembro de la Asociación de MBA, de la Asociación de Universidades Europeas (en inglés: European University Association, EUA) y de Asociación de Universidades del Commonwealth (ACU).

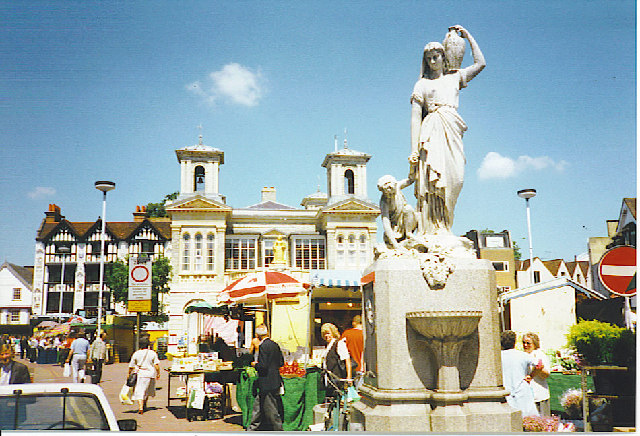
Kingston-upon-Thames

## Historia
El Instituto Técnico de Kingston fue fundado en 1899. En 1930, la Escuela de Arte de Kingston se separó, y más tarde se convirtió en Colegio de Arte. Kingston fue reconocido como un Colegio Regional de Tecnología por el Ministerio de Educación en 1957. En 1970, se fusionó con el Colegio de Arte para convertirse en el Politécnico de Kingston, ofreciendo 34 cursos principales, de los cuales 17 eran de nivel universitario. En 1975, Kingston se fusionó con la ‘Escuela Gipsy Hill para la Educación’ fundada en 1917, incorporanda a la División de Estudios Educativos de Kingston. Kingston recibió el estatus de universidad en virtud de la Ley sobre la Educación Superior de 1992. En 1993, Kingston abrió su campus de Roehampton Vale y en 1995, Kingston adquirió Dorich House.
El profesor Michael Gibson publicó Una historia de la Universidad de Kingston ISBN 9781899999255 detallado y procedente de 133 páginas cuya cronología simplificada se desarrolla de la siguiente manera:
- 1899: Inauguración del Instituto Técnico de  Kingston, ofreciendo cursos que van desde química, ingeniería eléctrica y desde la construcción de edificios hasta enfermería, costura y modelado a arcilla.
- 1917: Apertura de 'Gipsy Hill College' para la formación de profesores s.
- 1926: La 'Junta de Educación' reconoce oficialmente al Instituto como un 'Colegio Técnico'.
- 1930: La 'Kingston School of Art' se separó de Technical College, se mudó a Knights Park en 1939 y se convirtió en College of Art en 1945).
- 1946: Gipsy Hill College se muda a Kingston Hill.
- 1951: Los primeros edificios en el campus de Penryhn Road abrieron sus puertas (en 1963, albergó a 955 estudiantes a tiempo completo; 2,259 estudiantes a tiempo parcial y 2,629 estudiantes nocturnos).
- 1953: El Technical College abre su primera biblioteca.
- 1957: El Ministerio de Educación reconoce a Kingston como un colegio regional de tecnología.
- 1963: Gipsy Hill College obtiene el estatus de Colegio de Educación.
- 1965: La Facultad de Tecnología crea su propia orquesta.
- 1966: la Facultad de Tecnología compra su primera computadora por £ 50,000.
- 1970: La Facultad de Tecnología y la Facultad de Arte se fusionan para formar Kingston Polytechnic; Ofrece 34 cursos principales, incluidos 17 a nivel de diploma.
- 1975: Gipsy Hill College se fusiona con Kingston Polytechnic.
- 1992: Kingston Polytechnic se convierte en Kingston University.
- 1993: Inauguración del campus de Roehampton Vale.
- 1995: La Universidad adquiere Dorich House.
- 1999: La Universidad celebra su centenario.

## Residencias de estudiantes
Los estudiantes de primer año se encuentran en diferentes residencias universitarias repartidas en Kingston upon Thames y Surbiton.

### Seething Wells Halls
Seething Wells (español: Los Pozos Burbujeantes) ubicado en Surbiton fue un importante sitio de tratamiento y distribución de agua en Londres, diseñado en 1852 para Lambeth Waterworks Company por el ingeniero y arquitecto británico James Simpson (engineer), quien inventó el sistema de filtración de agua de la capital y, entre otros, el del Castillo de Windsor y el Palacio de Hampton Court. En 1995, el edificio se convirtió en una de las residencias universitarias de la Universidad de Kingston. En 2013, la excavación realizada durante las excavaciones de los jardines de Seething Wells del siglo XIX por el equipo de investigación arqueológica de la Dr. Helen Wickstead desenterró numerosas piezas, desde pedernal neolítico que puede tener 6,000 años hasta fragmentos de cerámica. desde la época victoriana hasta los proyectiles de la Segunda Guerra Mundial. El equipo estudió mapas del siglo XIX de los archivos privados de English Heritage, comparándolos con fotografías aéreas tomadas durante la Segunda Guerra Mundial por la Real Fuerza Aérea, así como datos satelitales modernos. "El sitio de Seething Wells es de gran importancia histórica, así como sus instalaciones hidráulicas abiertas en 1852 fueron cruciales para mejorar la salud de los londinenses al proporcionarles agua filtrada y desinfectada cuando el cólera devastó la capital, causando graves cambios sociales colosales”, explicó el Dr. Wickstead. Seething Wells no solo es conocido por las competiciones de remo y los botes a lo largo de su costa que conducen al Puente Kingston, sino también por la riqueza de la flora y la fauna presentes en las orillas del Támesis y la presencia durante todo el año de muchos cisnes, gansos y gansos canadienses.

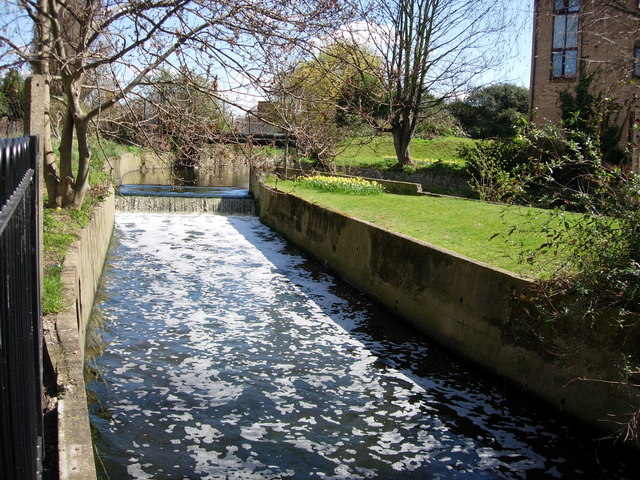
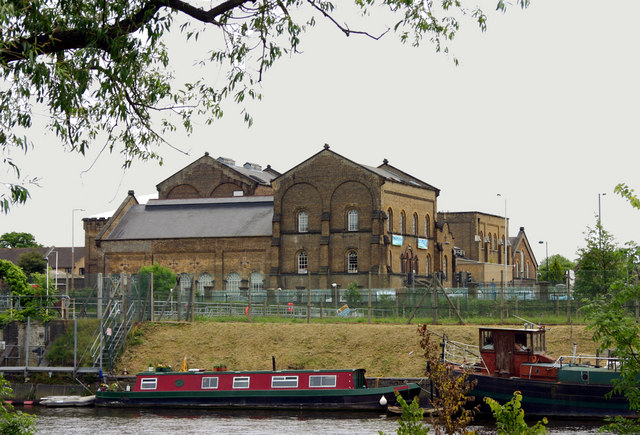
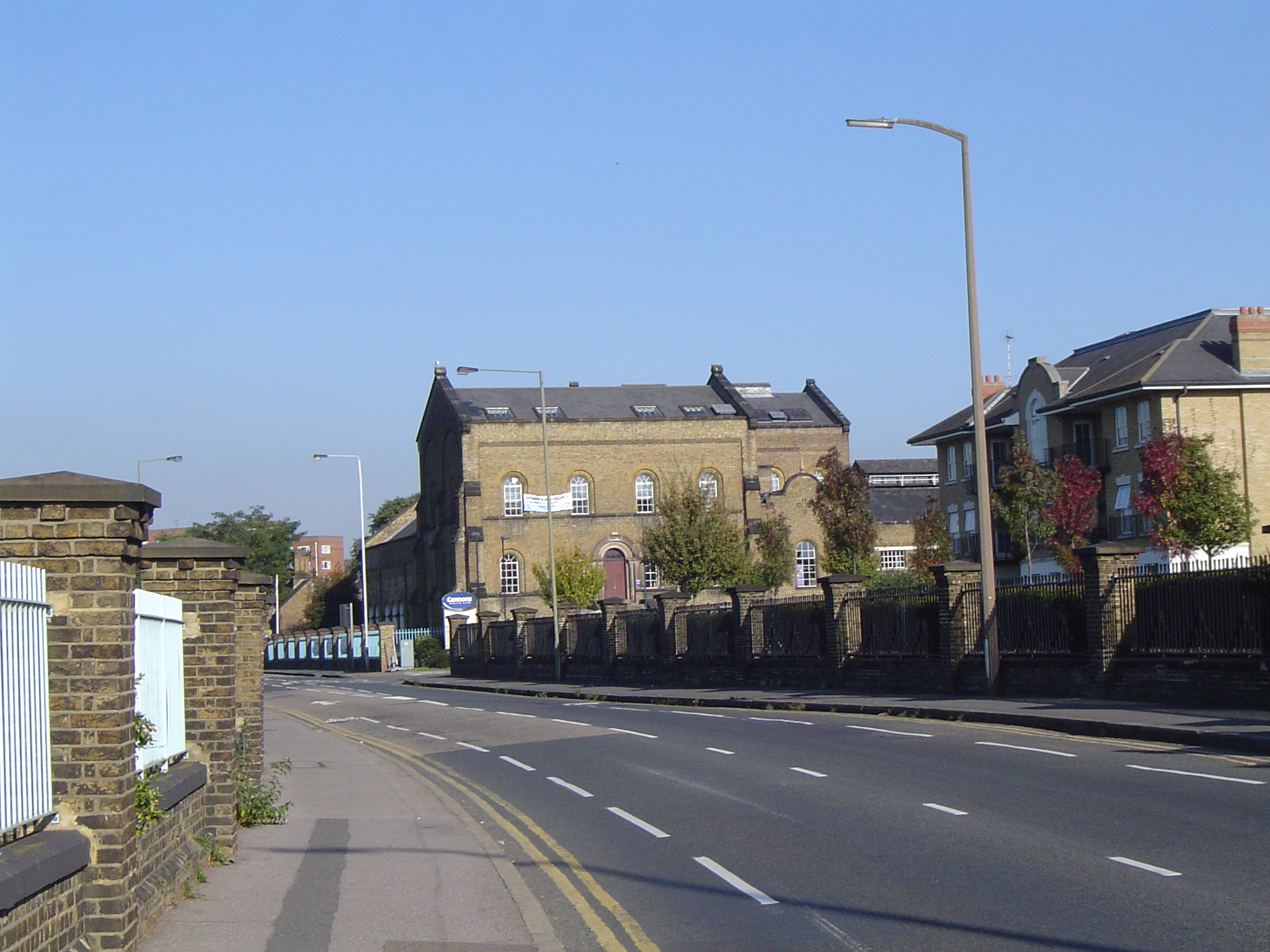
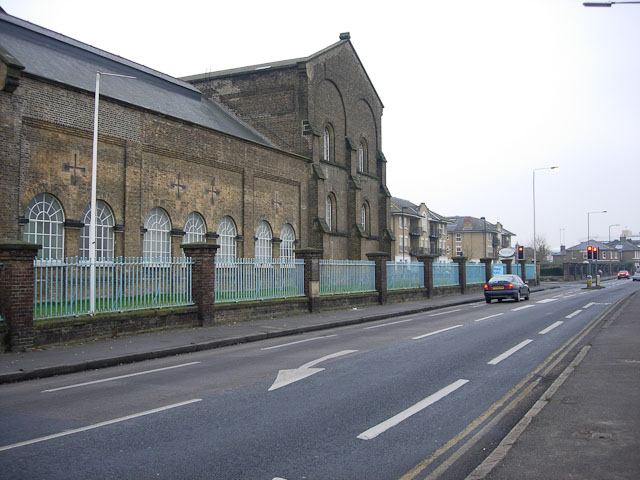
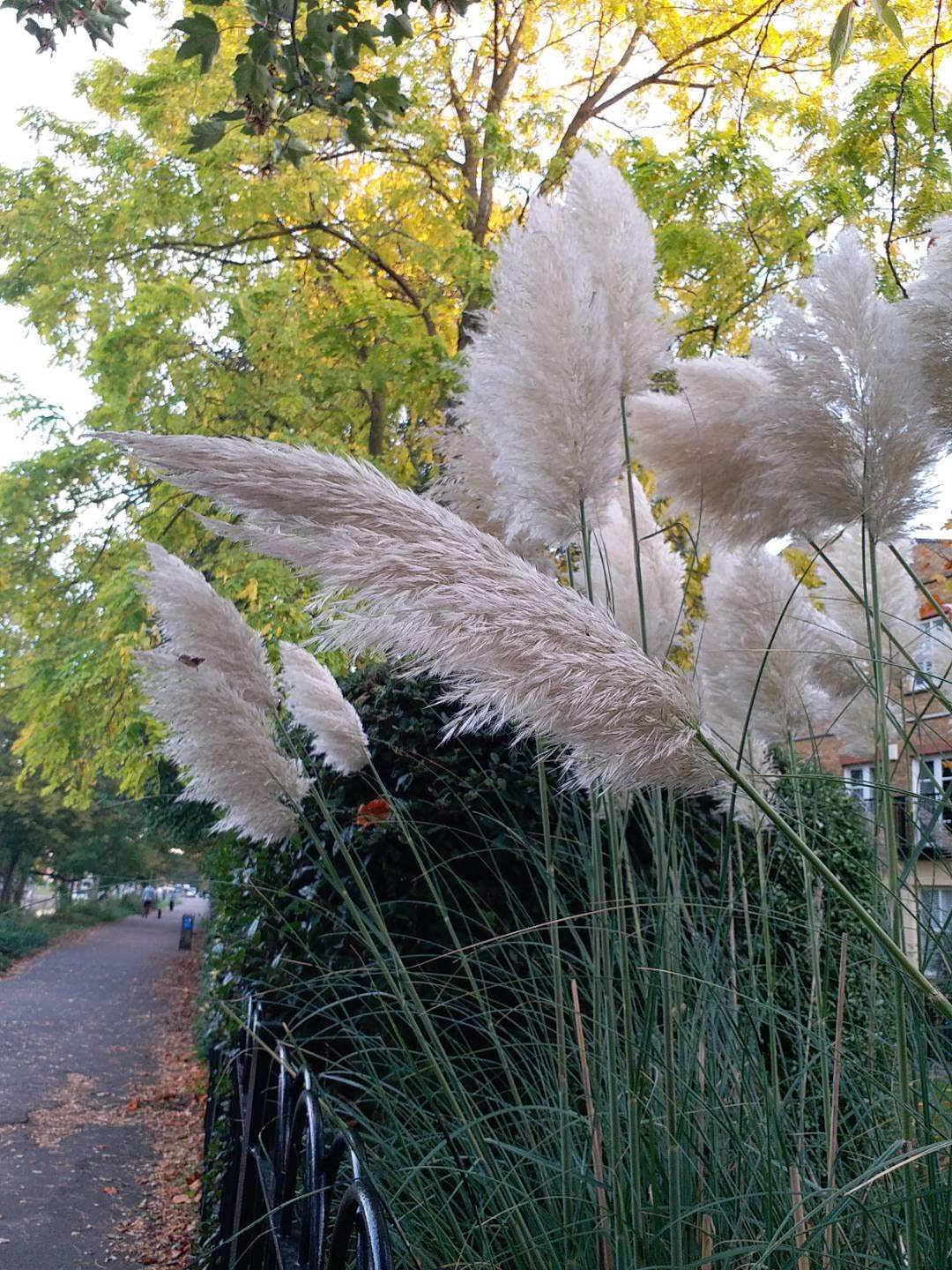
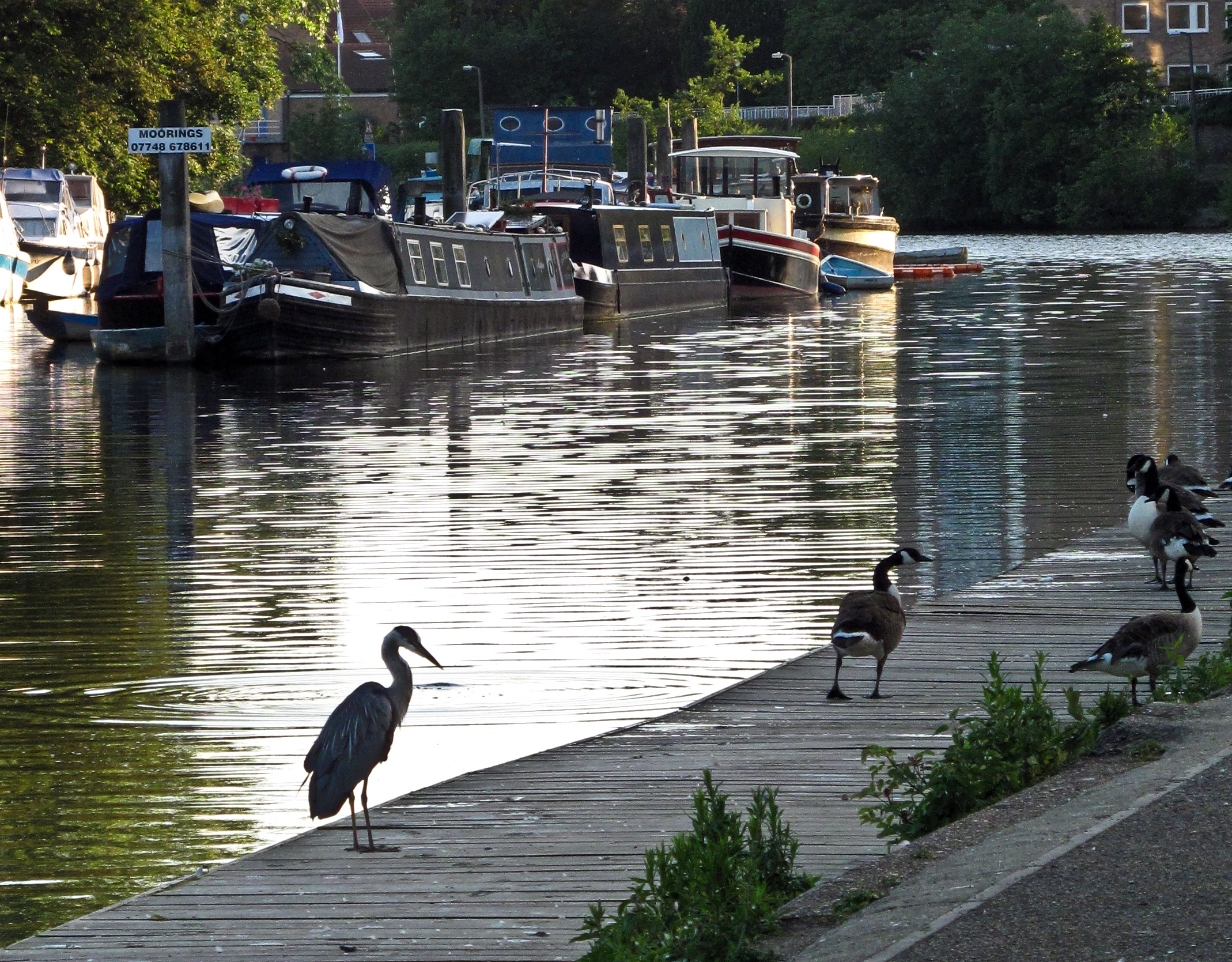
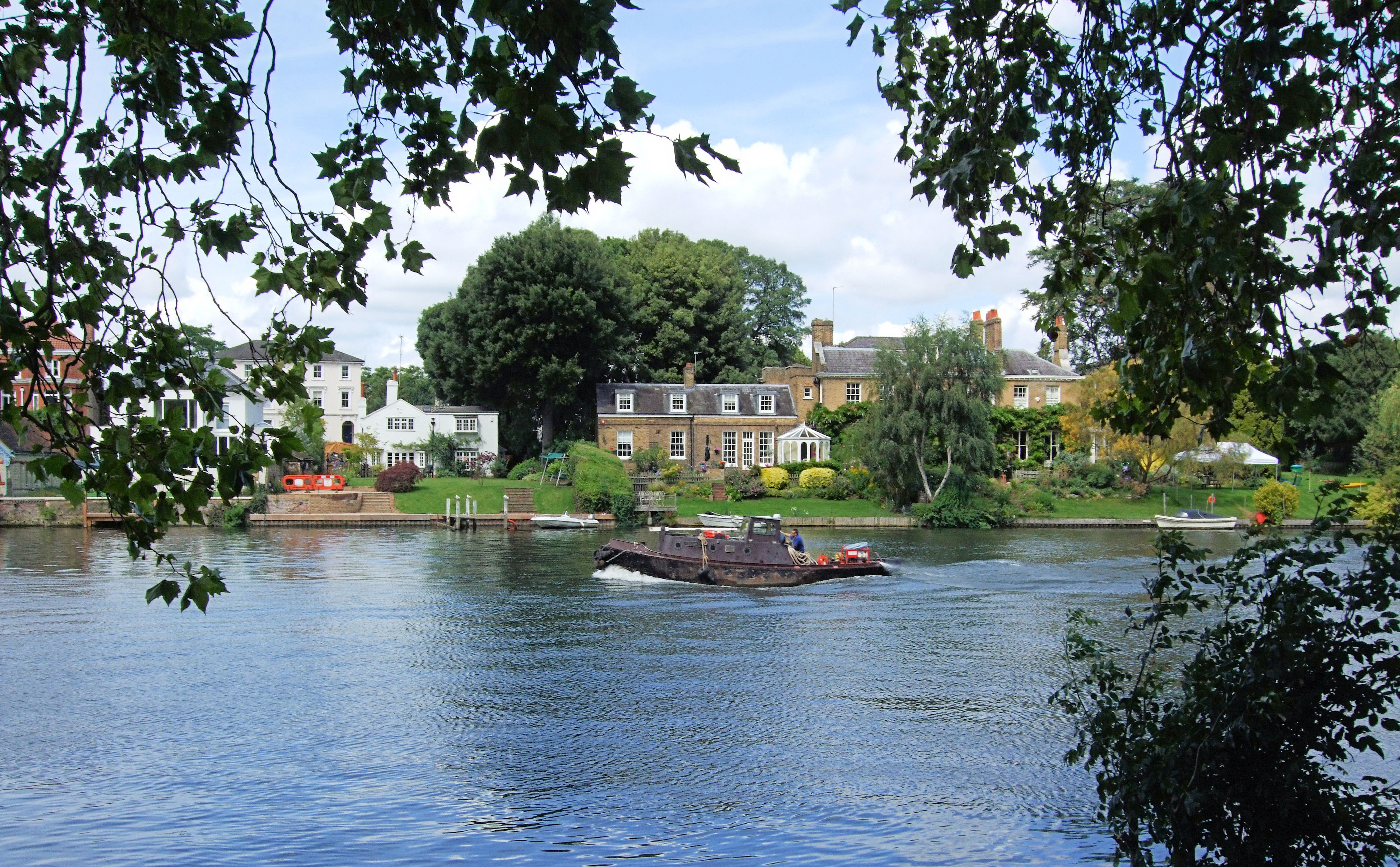
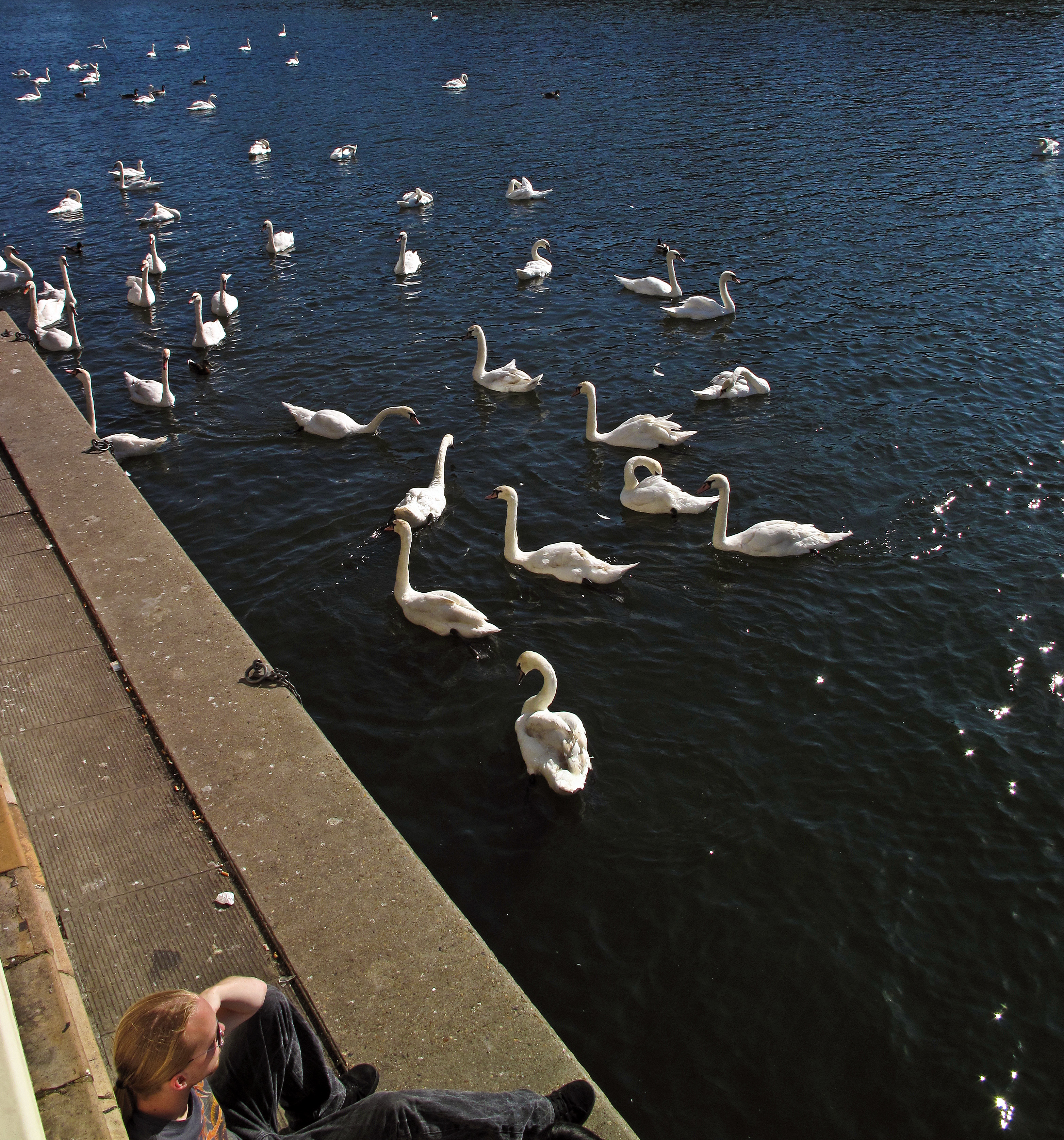
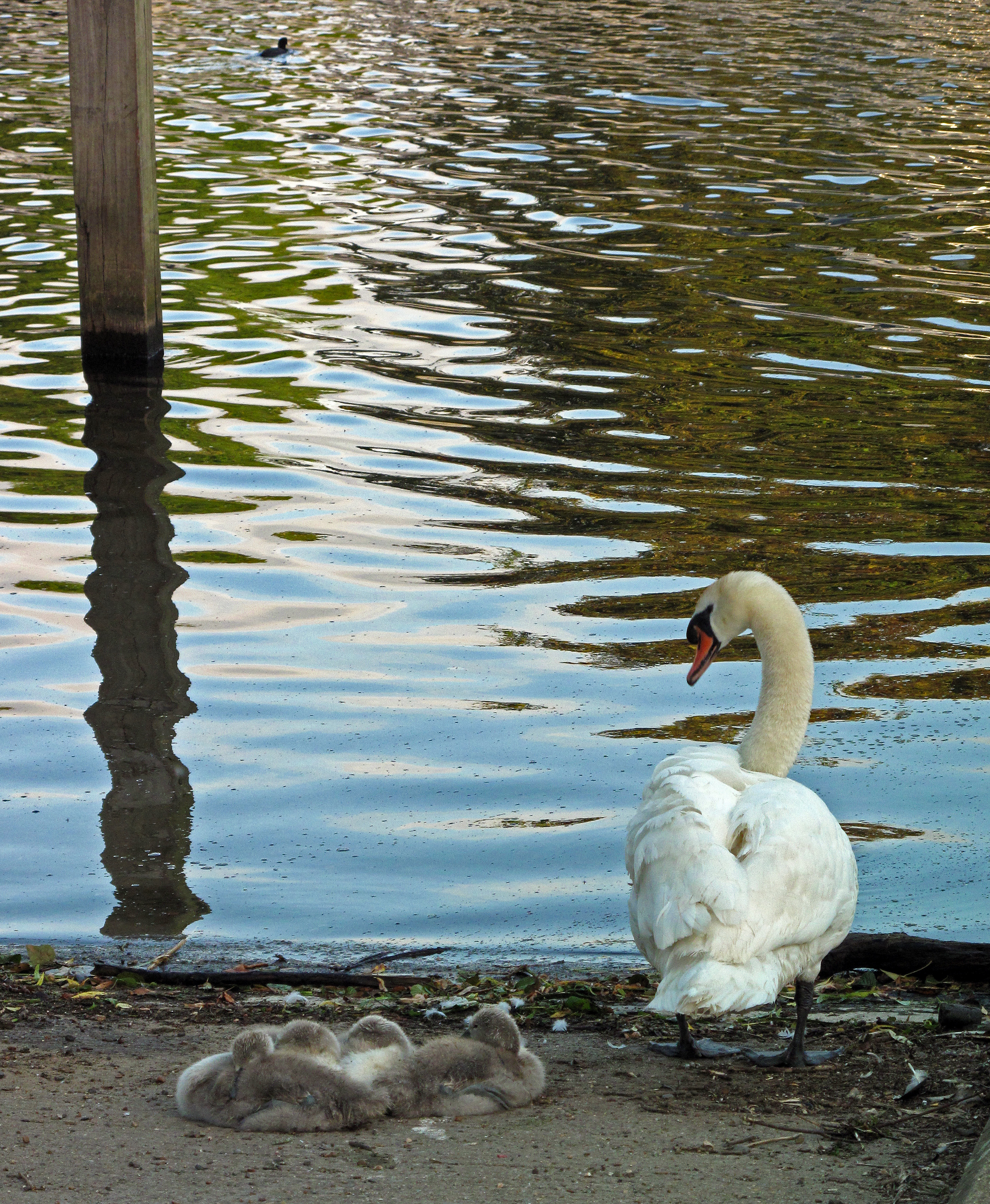
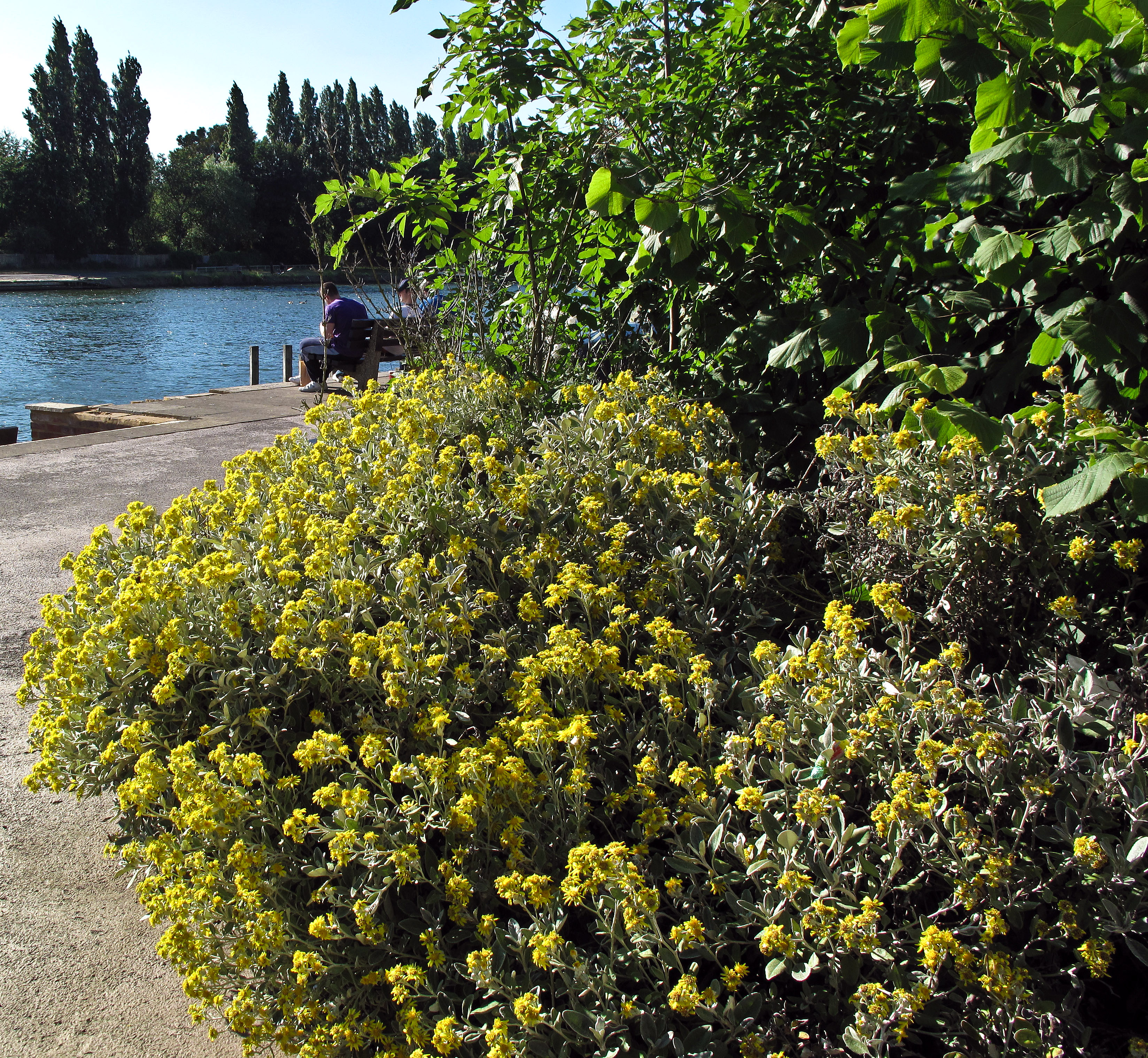
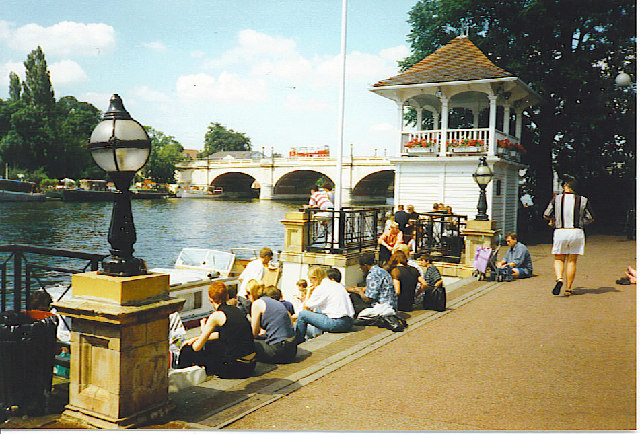
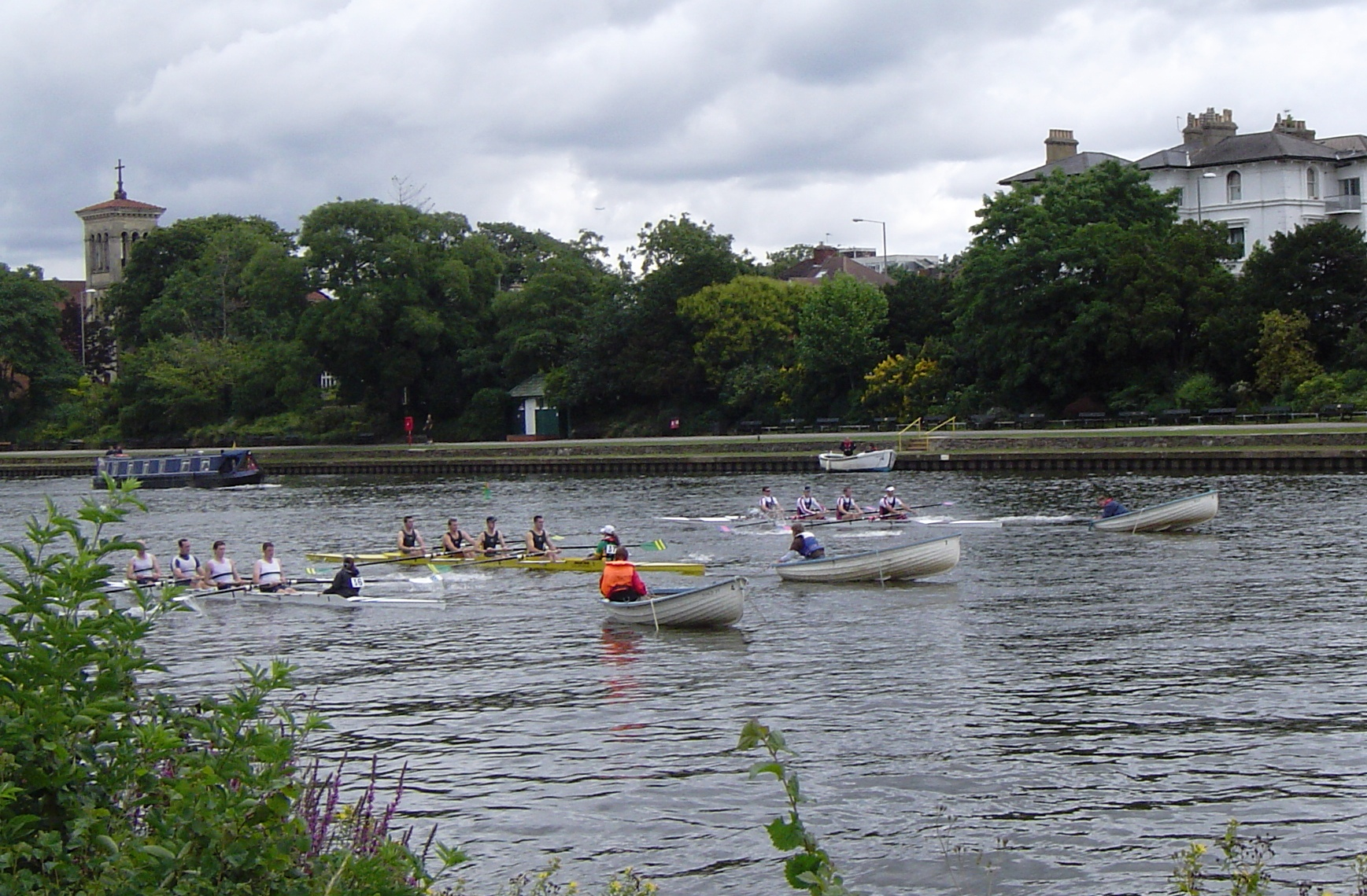

### Kingston Bridge House
En febrero de 2020, se anunció que la residencia de Kingston Bridge (KBH) ubicada en Hampton Wick ya no alojaría a estudiantes, la universidad tenía la intención de venderla y concentrar sus futuras inversiones en las otras residencias existentes.

### Walkden y Chancellors Halls
Las residencias universitarias Walkden y Chancellors están reservadas principalmente para estudiantes de los campamentos Kingston Hill y Roehampton Vale.

### Clayhill y Middle Mill Halls
La residencia universitaria Clayhill ubicada en 81 Burney Avenue en Surbiton con más de 700 habitaciones se caracteriza por sus numerosas ardillas. La residencia de Middle Mill se encuentra en Portland Road. Ambos están reservados principalmente para estudiantes en los campamentos de Penrhyn Road y Knights Park, al igual que las casas en 73-77 Penrhyn Road disponibles desde 2018.

## Egresados notables
Hay muchos notables 'Kingstonians' (nombre otorgado a los egresados de la Universidad):

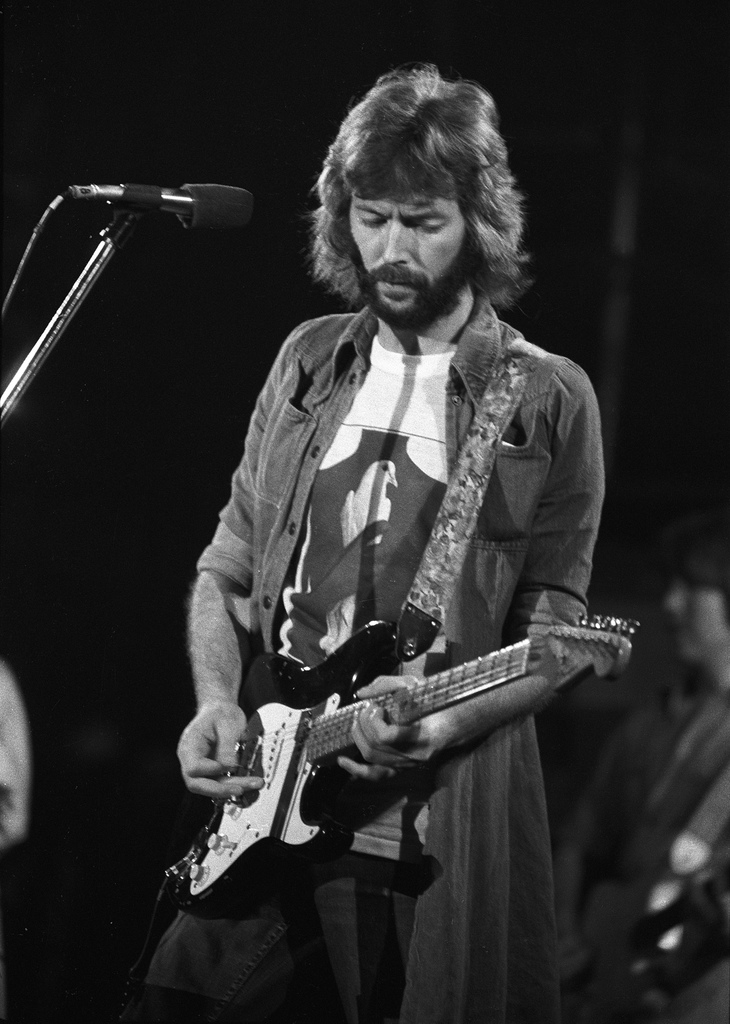
Eric Clapton en 1975.
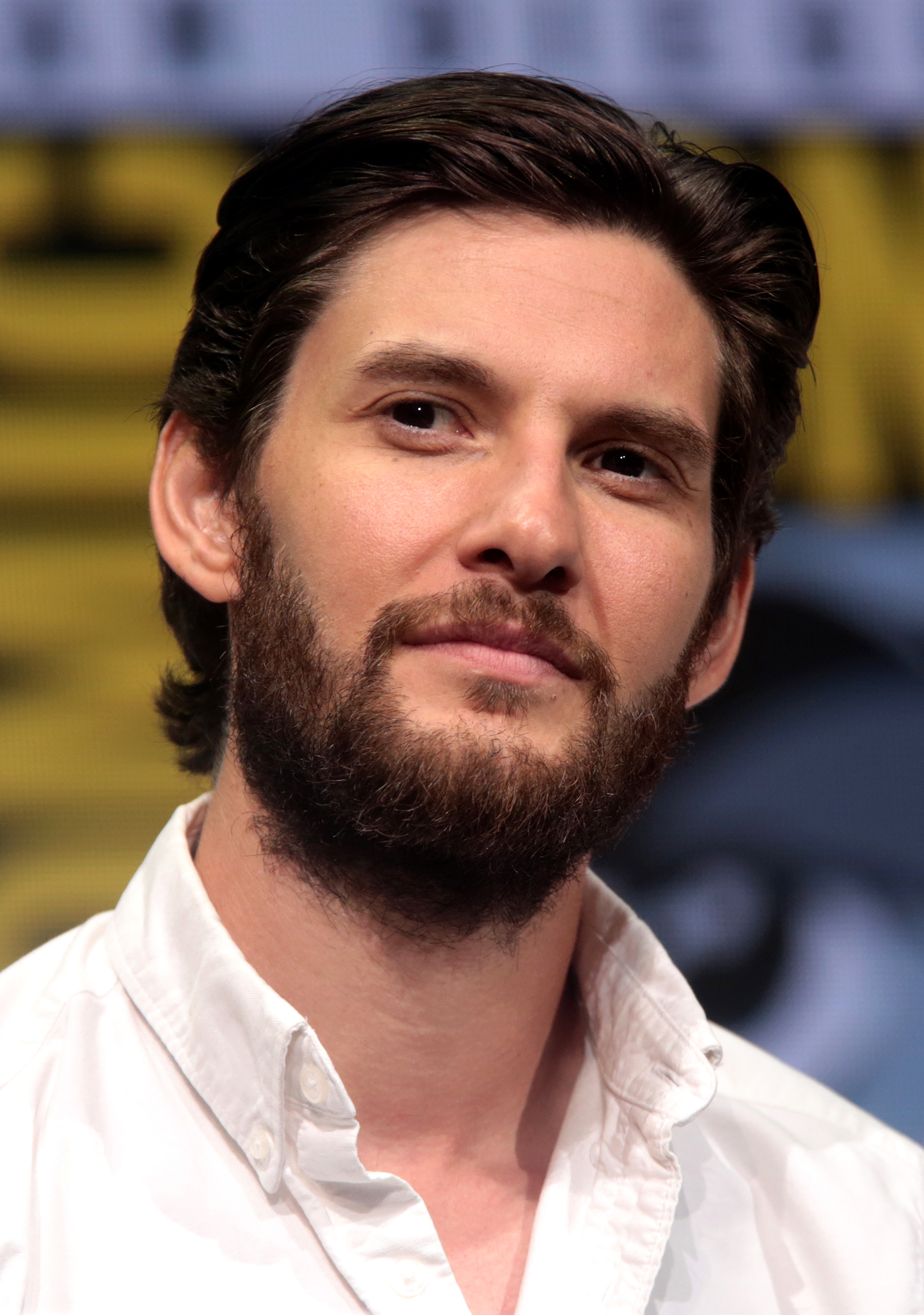
Ben Barnes -  San Diego Comic-Con en 2017.
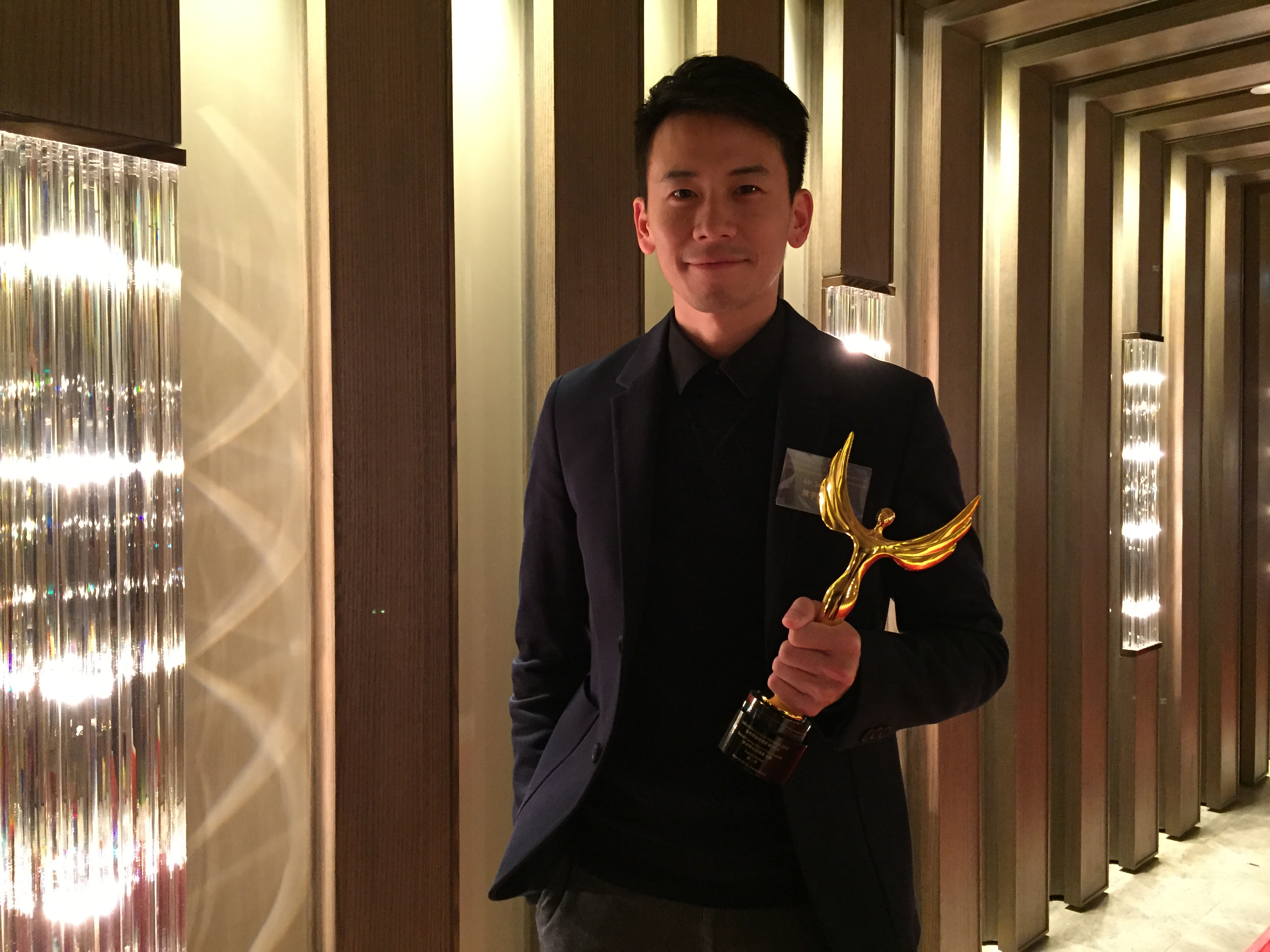
Sam Chan - 'Golden Flower Awards' en 2016.
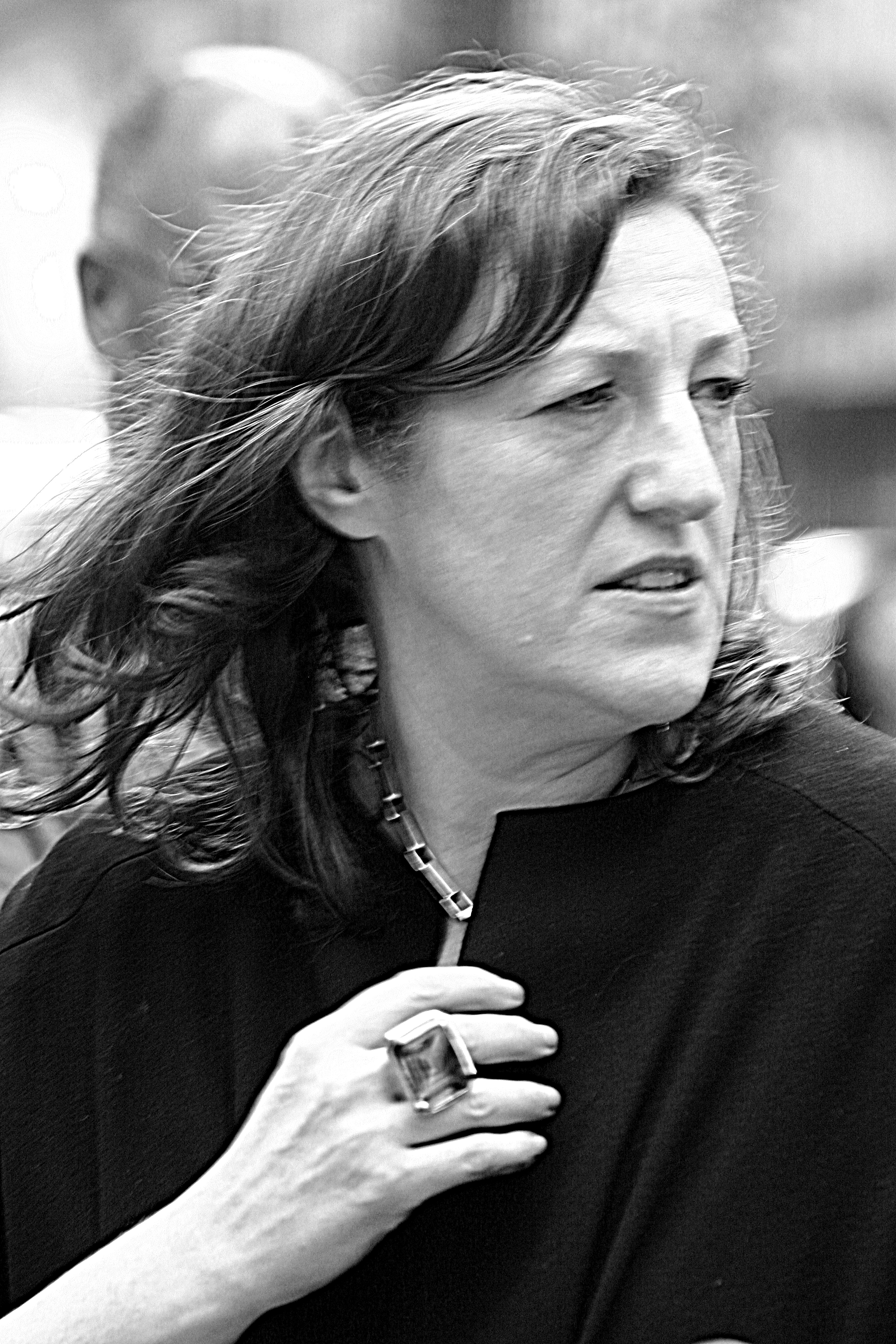
fr:Glenda Bailey
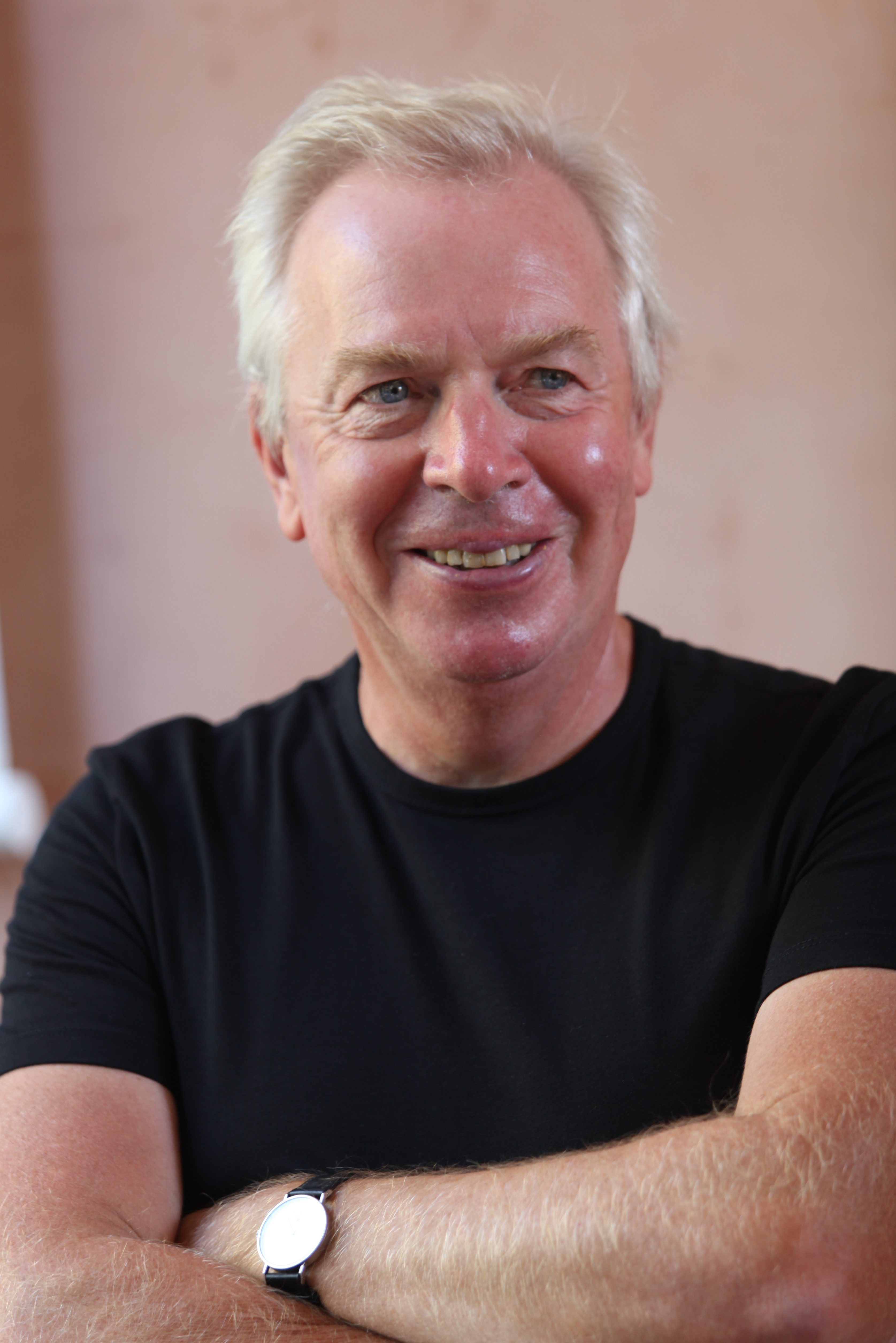
David Chipperfield
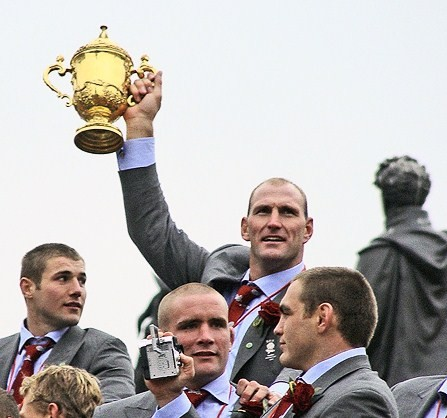
Lawrence Dallaglio.
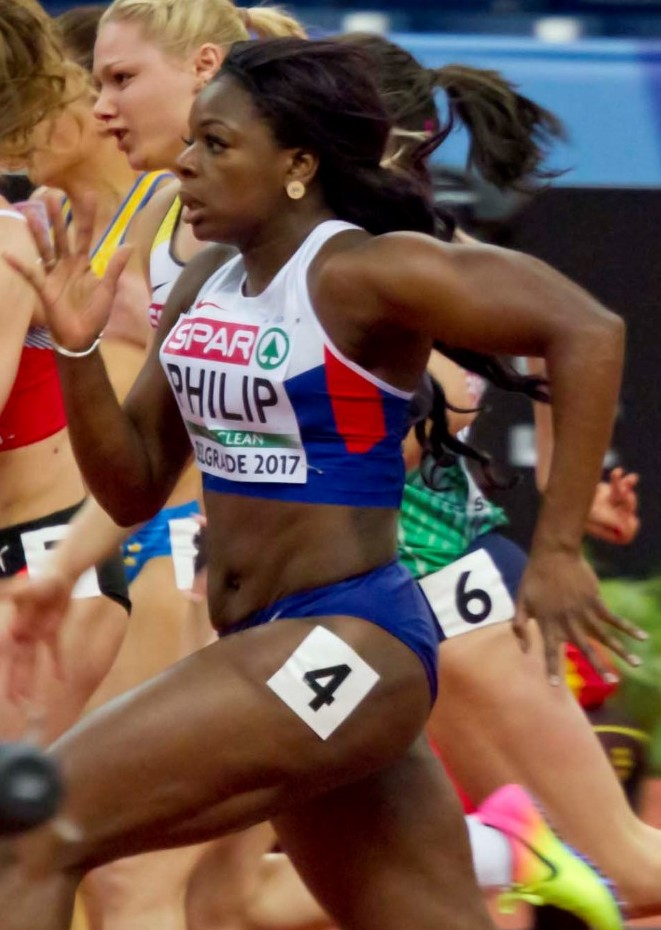
Asha Philip en 2017.
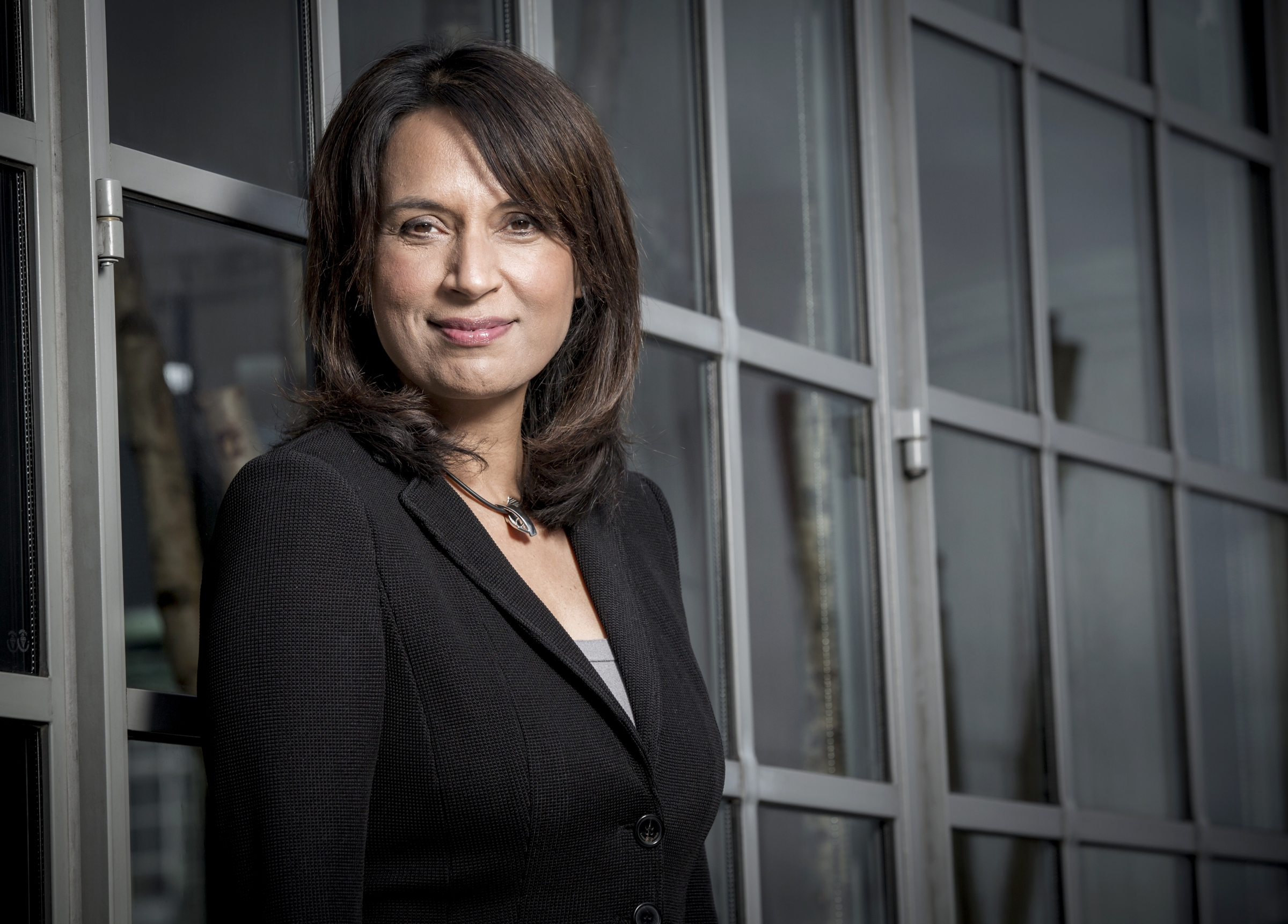
Ruby McGregor-Smith en 2013.

### Cine
- Ben Barnes, actor, modelo y excantante británico.[15]
- Angela Bowie, modelo, actriz, música y cover girl estadounidense.
- Jessie Cave, una actriz inglesa
- Trevor Eve, actor británico.

### Literatura y Filosofía
- Philippa Gregory, una novelista histórica inglesa
- Hanif Kureshi, novelista, autor teatral, guionista y director de cine británico
- Catherine Malabou, filósofa francesa
- Elif Shafak, escritora de origen turco

### Arquitectura
- David Chipperfield, arquitecto británico.
- Tom Wright, arquitecto británico conocido por su diseño del Burj Al Arab en Dubái

### Música
- Eric Clapton, guitarrista, cantante y compositor de rock y blues británico[16]
- Eason Chan, actor y cantante de Hong Kong.
- Aphex Twin, músico, productor discográfico y compositor de música electrónica
- Keith Relf, músico y cantante británico[17]
- Just Jack, cantante británico
- John Renbourn guitarrista y compositor británico
- Sandy Denny cantante y compositora inglesa.

### Religión
- Gregory Venables, Obispo de Argentina

### Historia y Política
- Steve Keen Profesor de economía y finanzas.

### Deportes
- Lawrence Dallaglio, exjugador británico de rugby, Campeón de la Copa de Campeones, de la Copa Desafío, de la Aviva Premiership y de la Anglo-Welsh Cup[18]
- Graeme Le Saux, futbolista inglés con ascendencia francesa.[19]
- Ed McKeever, deportista británico que compite en piragüismo en la modalidad de aguas tranquilas, medalla de oro en los Juegos Olímpicos de Londres 2012[20]
- Gail Emms, jugadora de bádminton del Reino Unido especializada en dobles.
- Asha Philip, atleta británica, especialista en carreras de velocidad, subcampeona mundial en 2017 en relevo 4 × 100 m.[21][22]

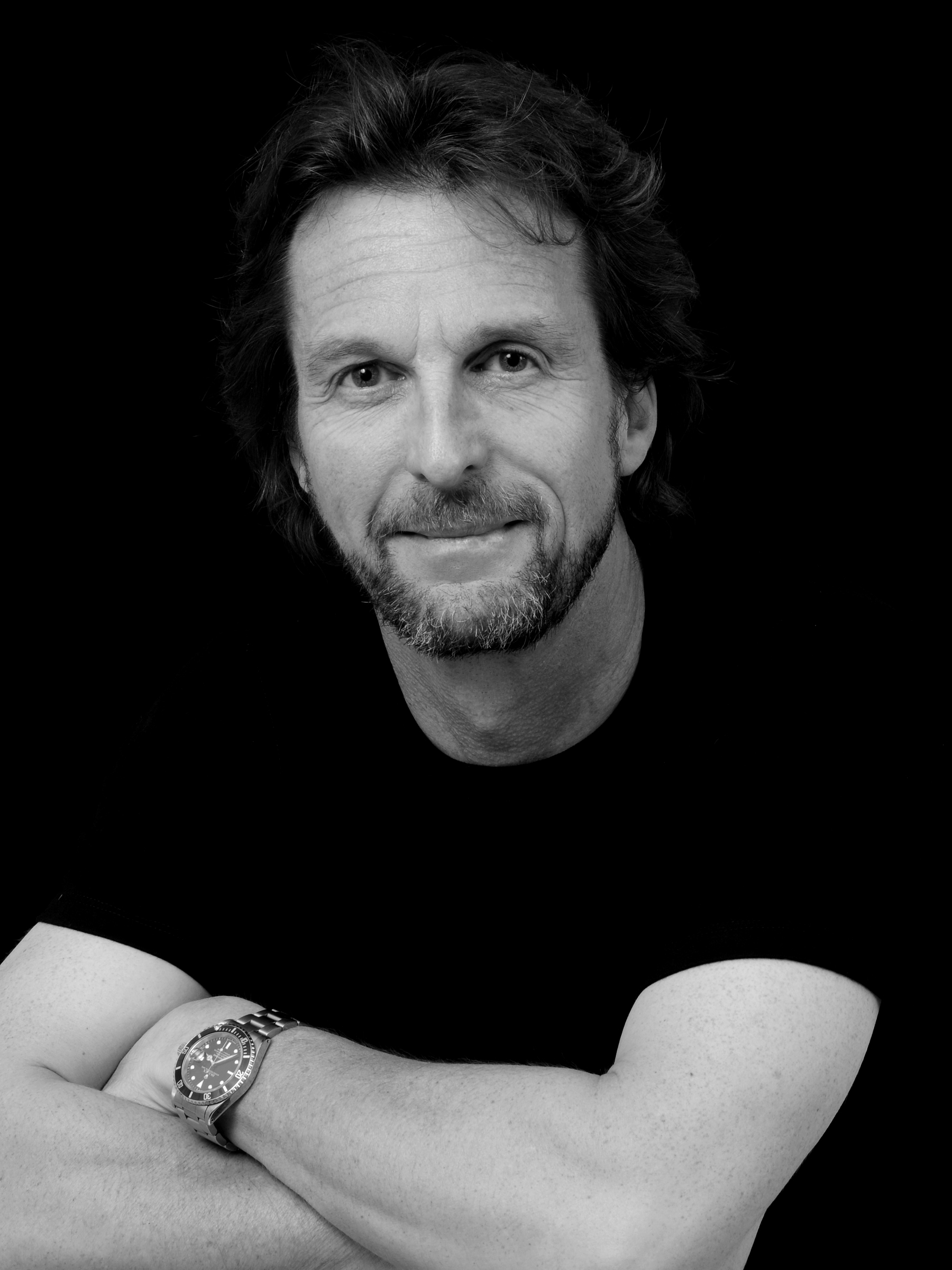
Tom Wright
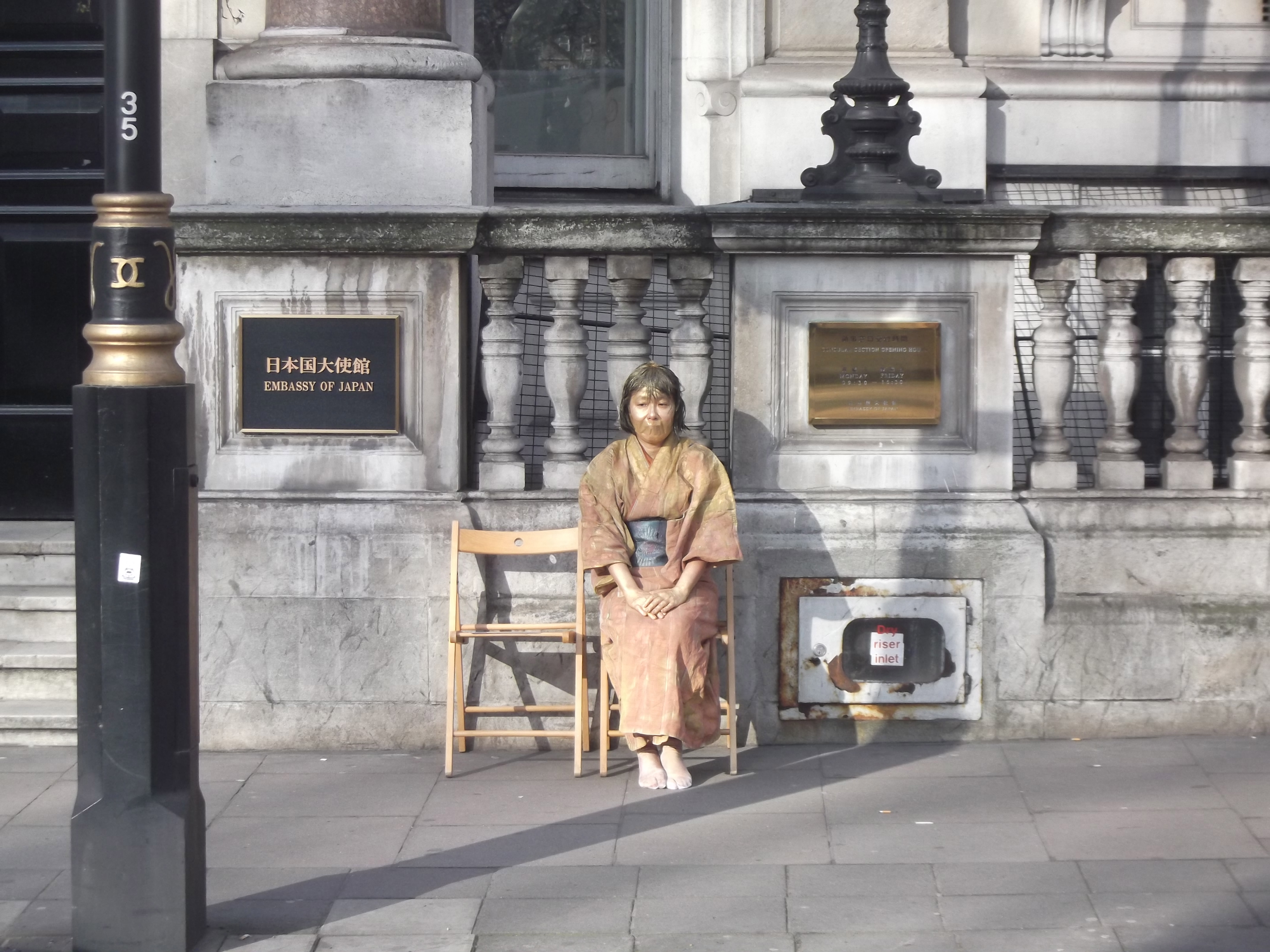
Yoshiko Shimada
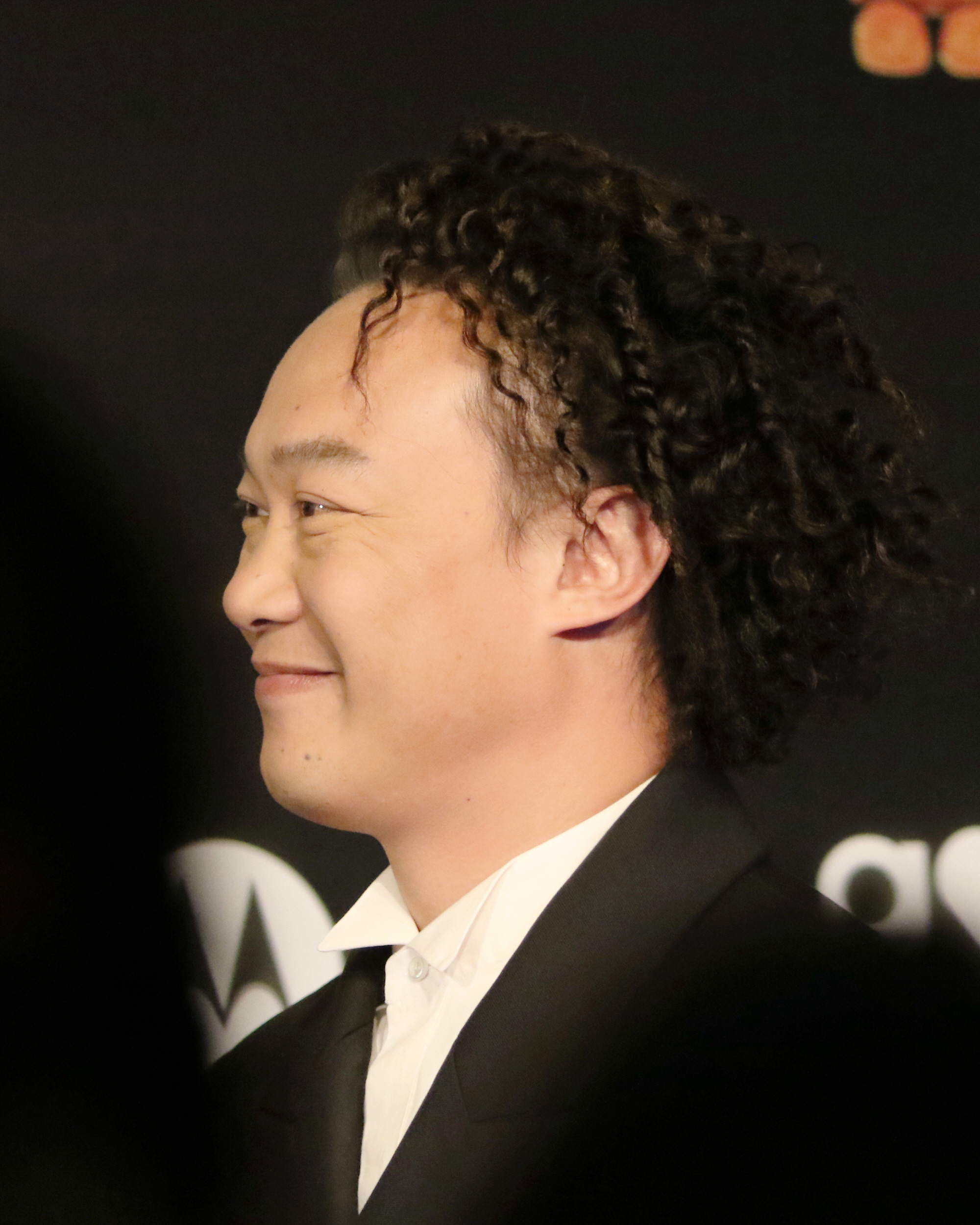
en:Eason Chan
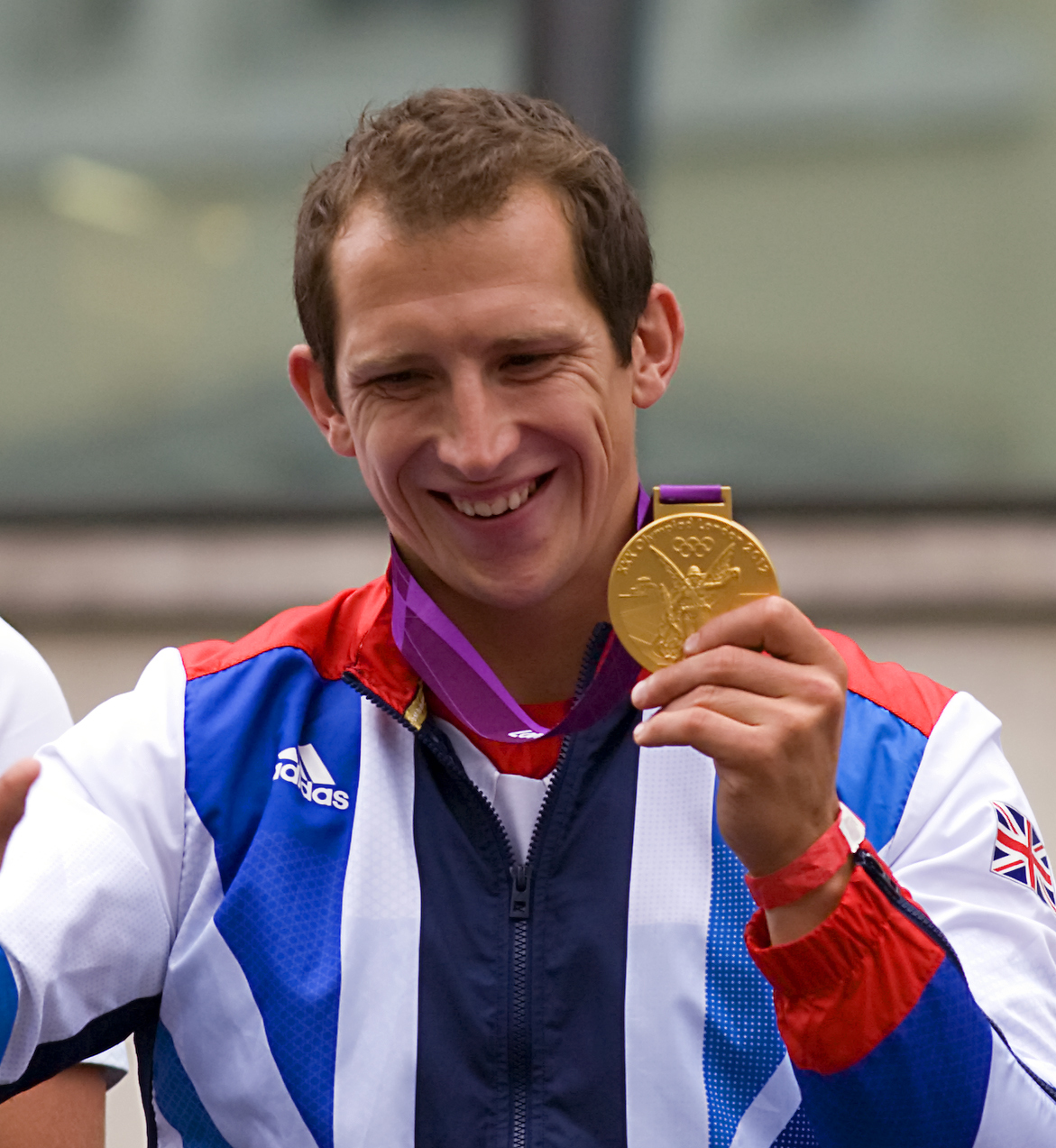
Ed McKeever
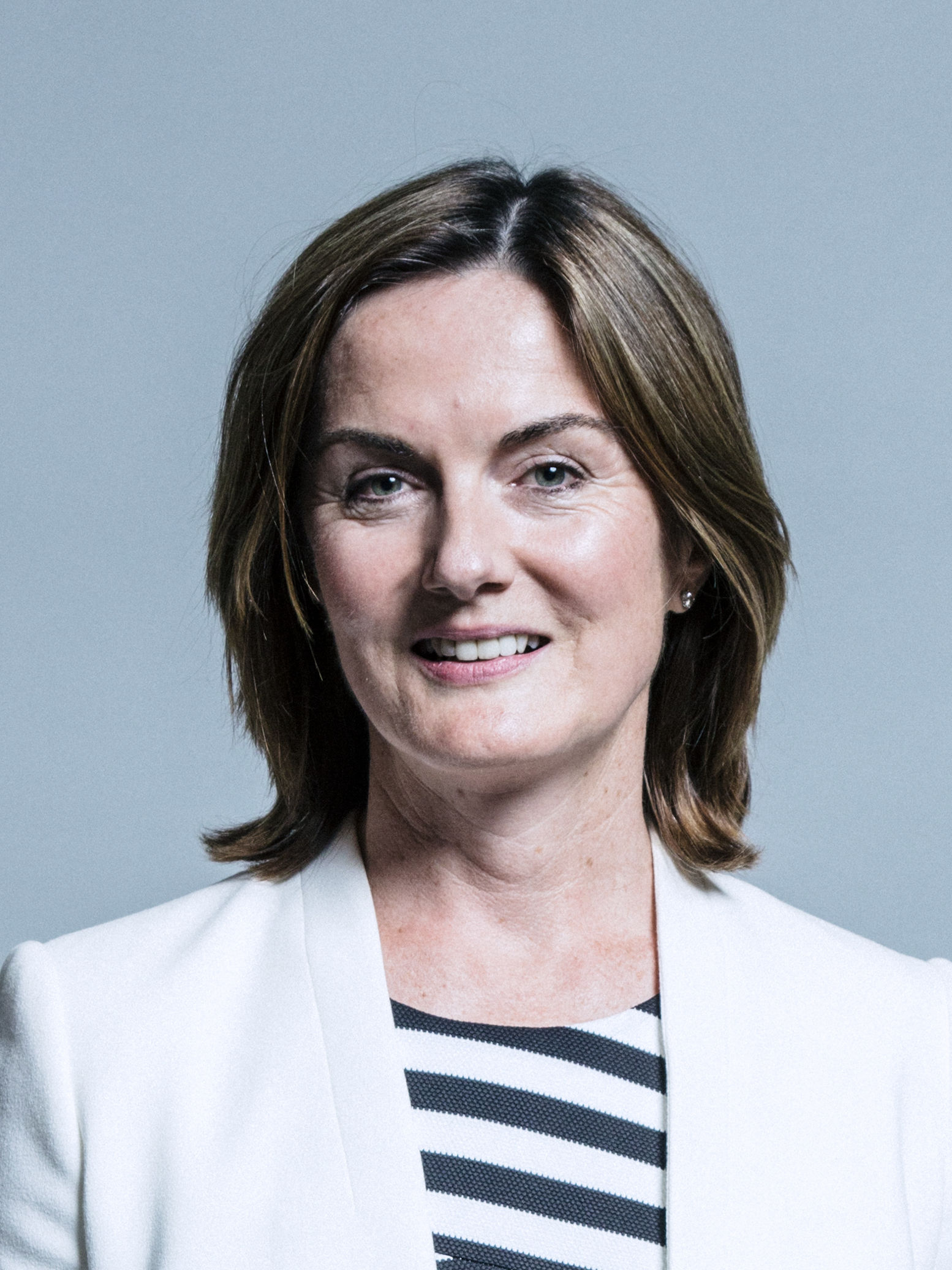
Lucy Allan (politician)
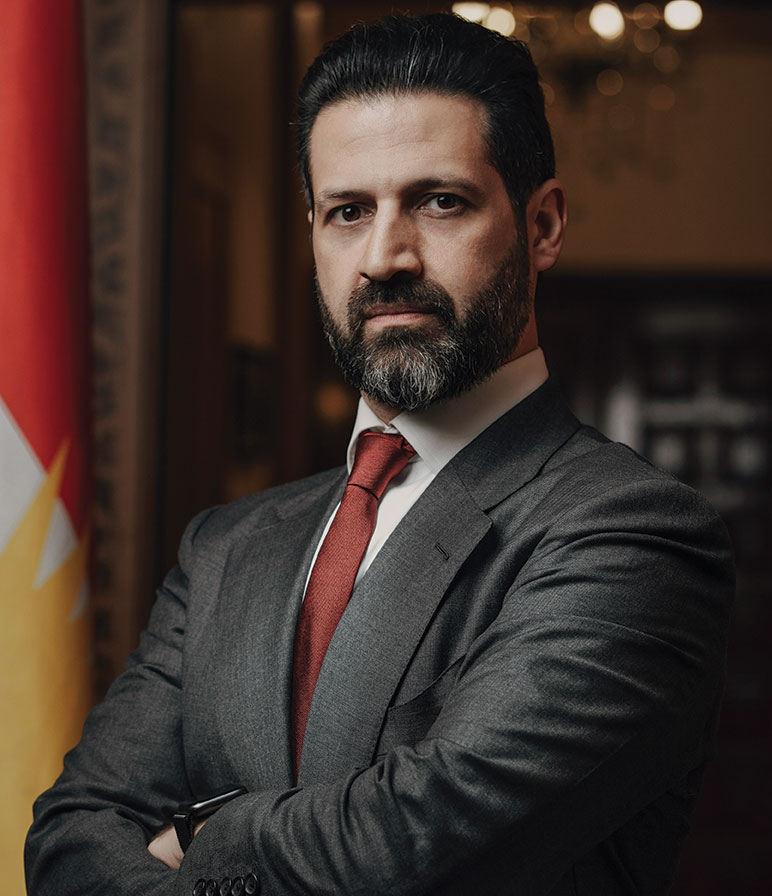
en:Qubad Talabani
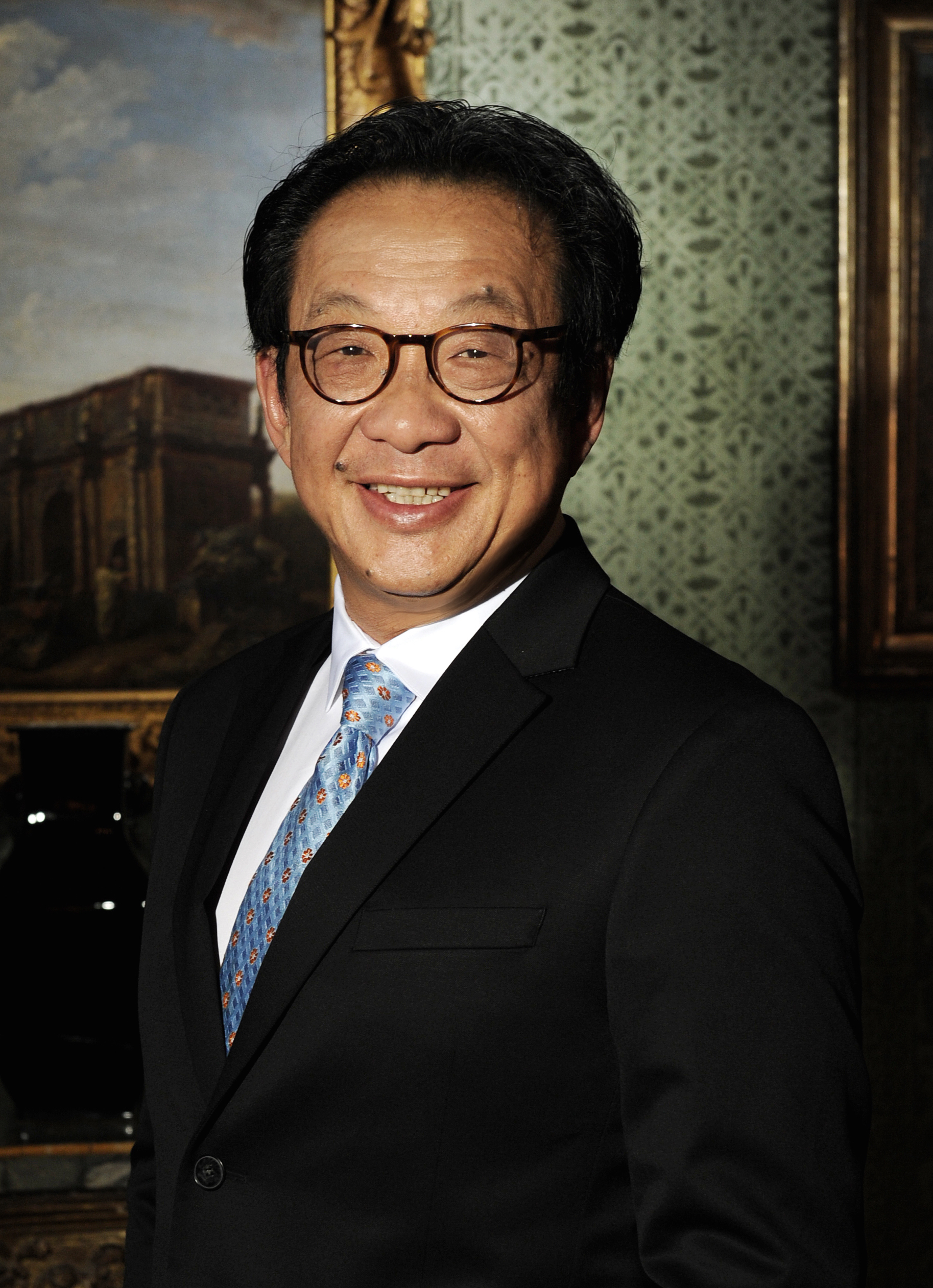
Francis Yeoh
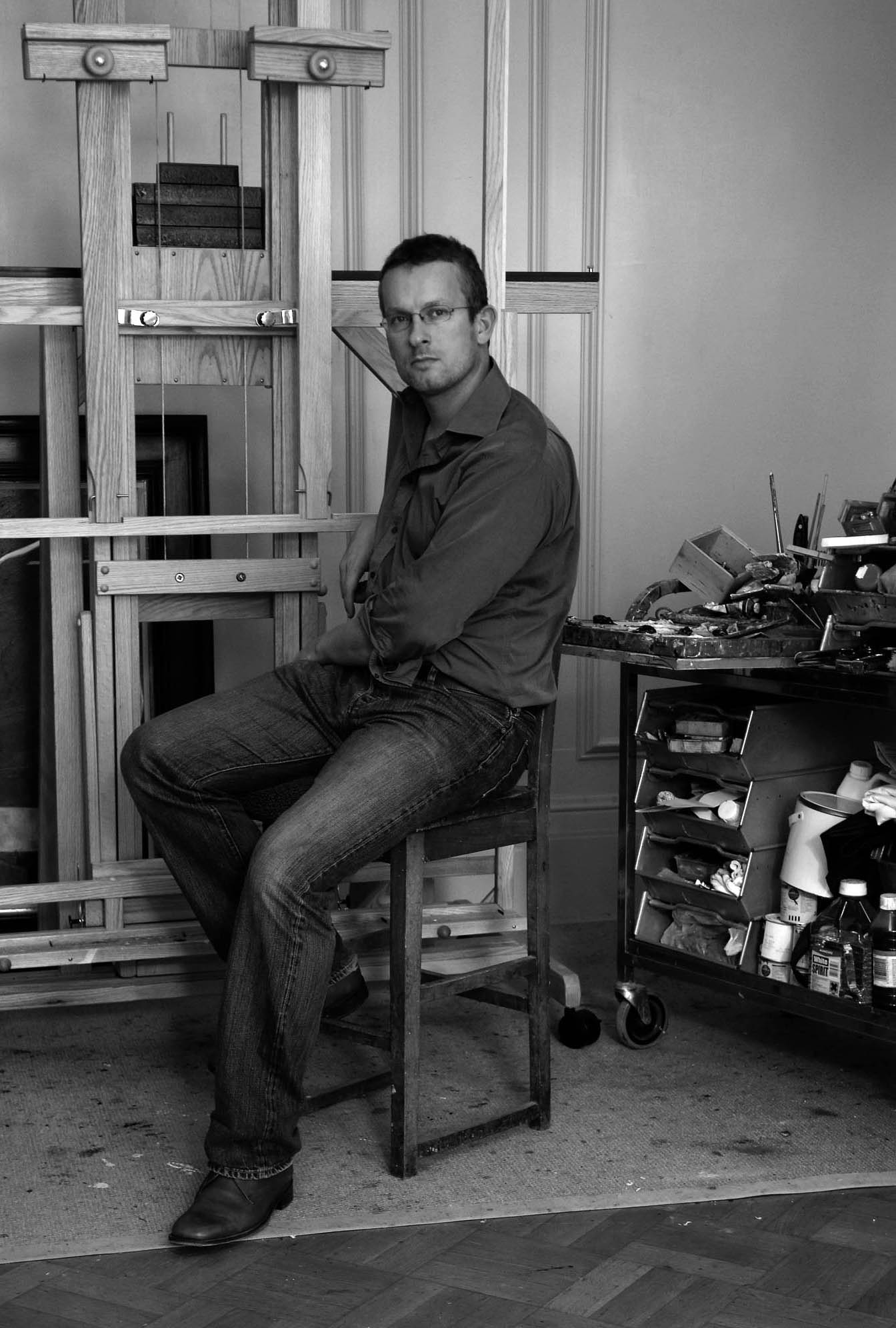
en:Fletcher Sibthorp
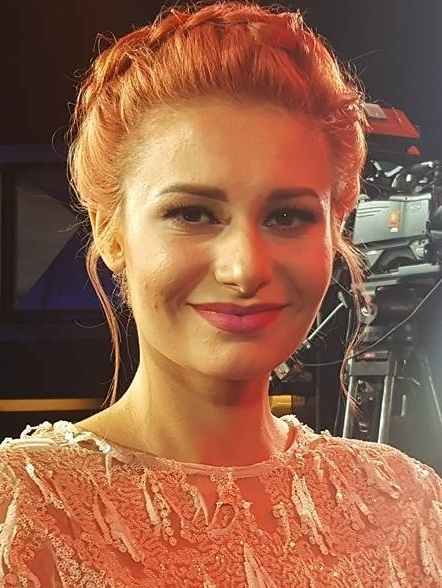
Aleksandra Gintrowska

## Académicos notables

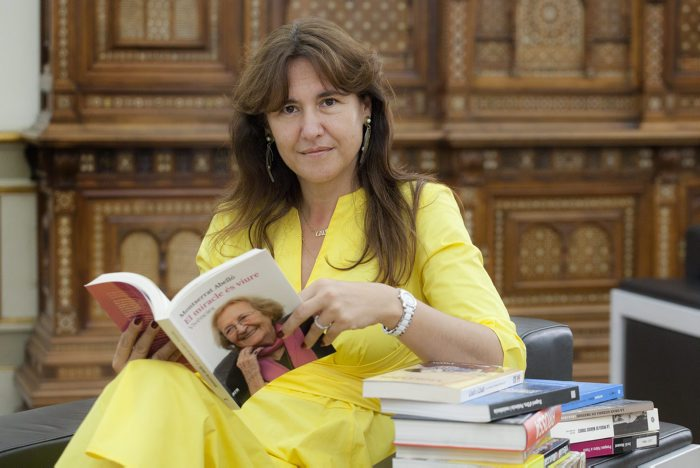
Laura Borràs
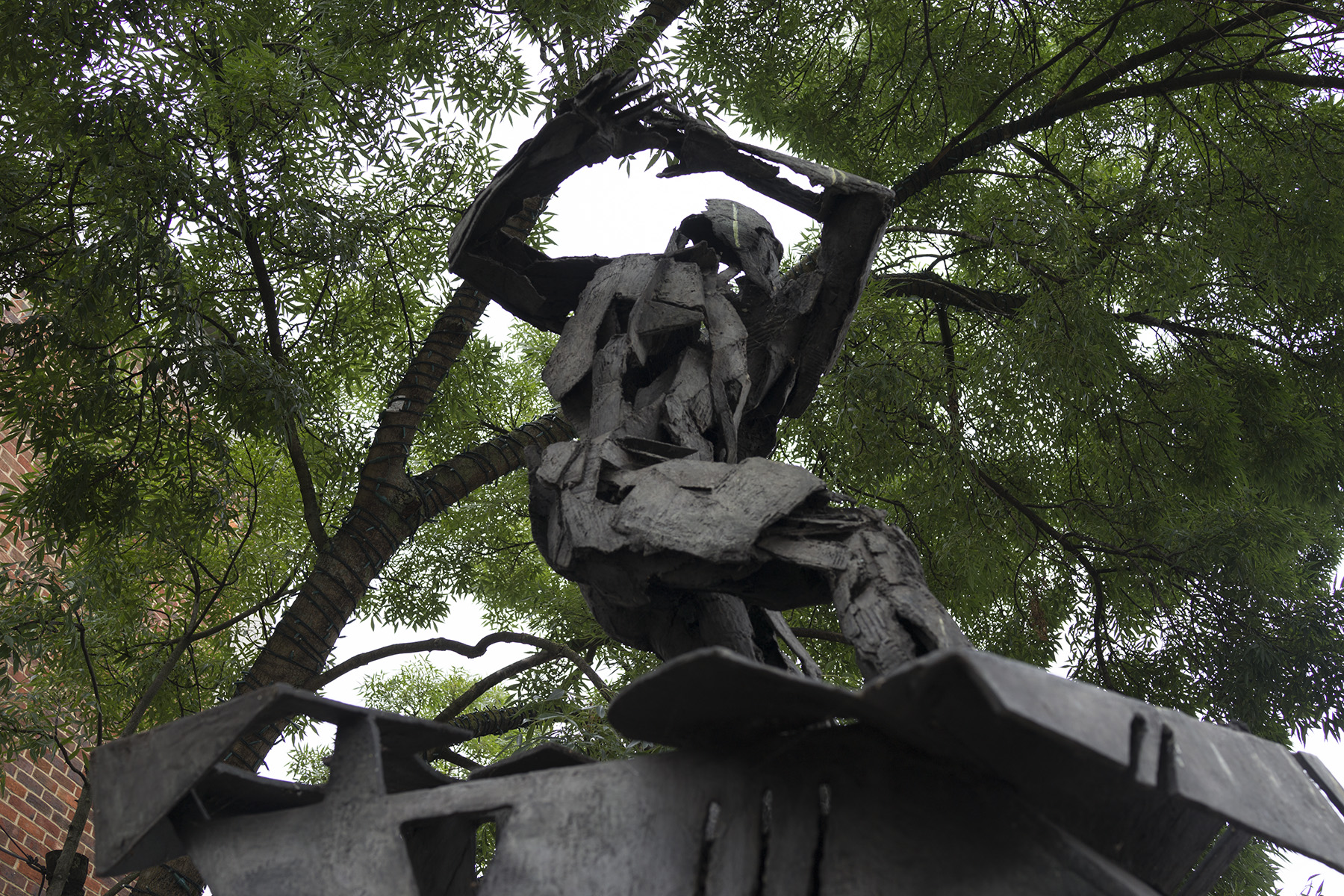
Carole Hodgson (obra).
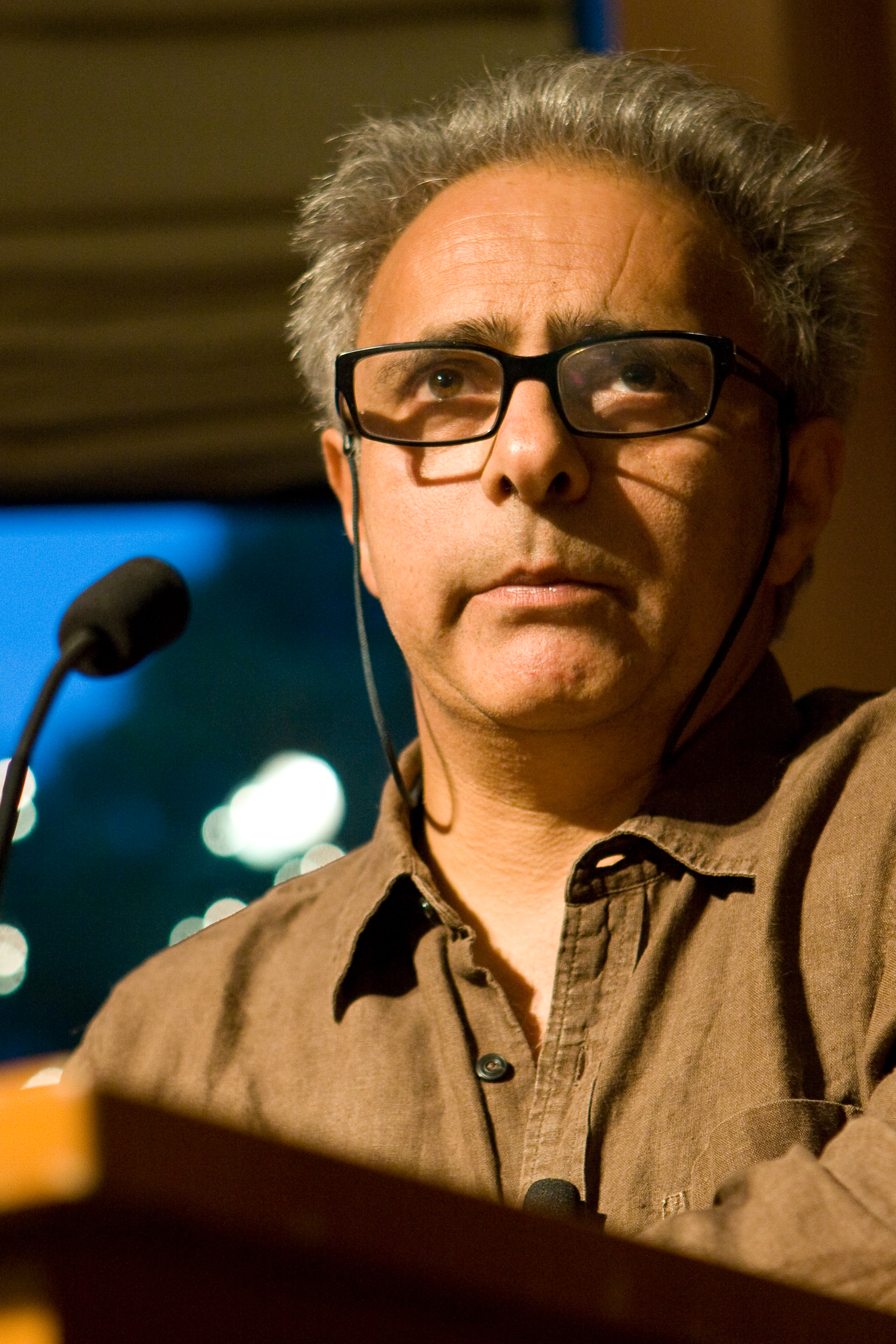
Hanif Kureishi
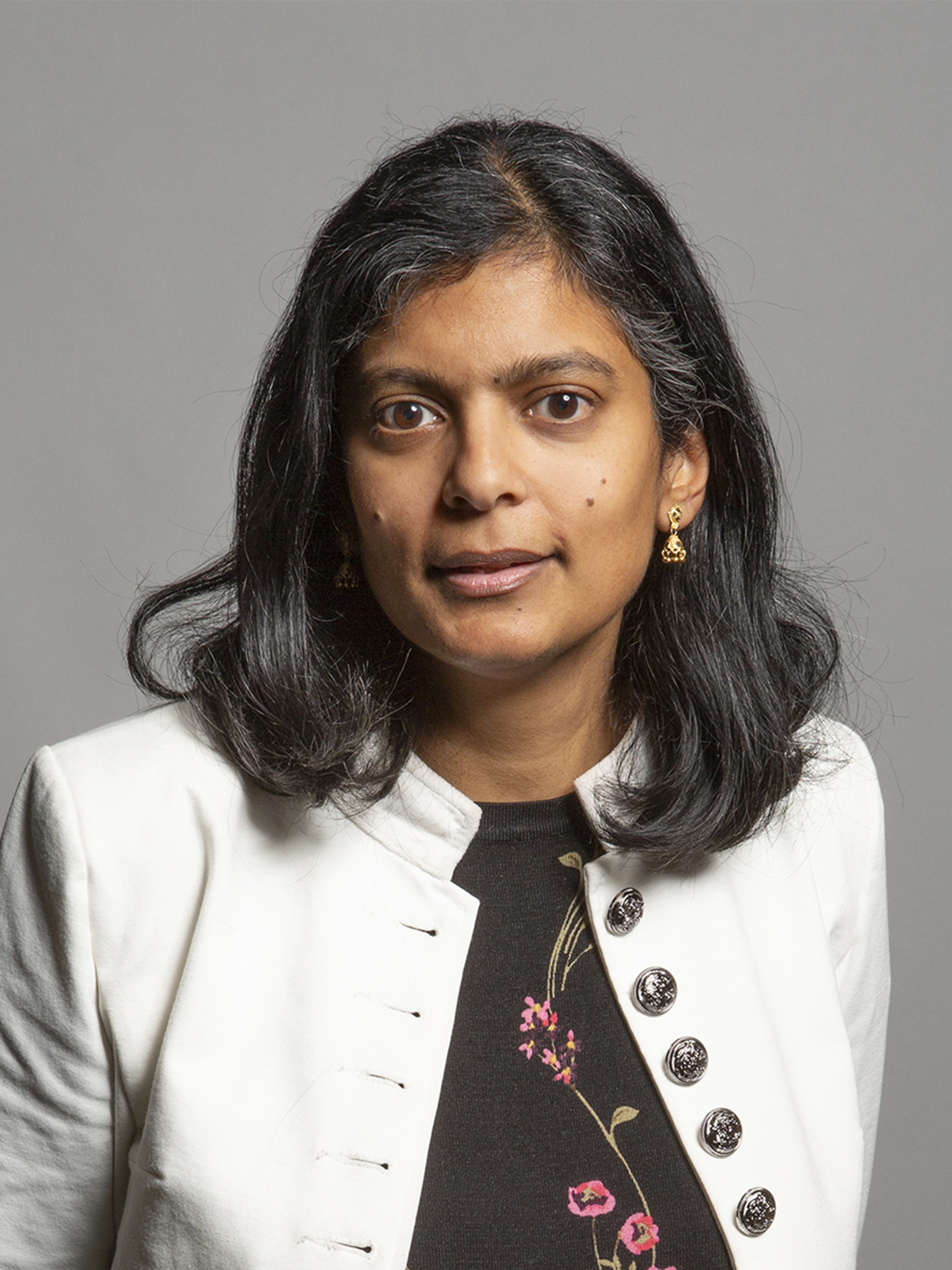
Rupa Huq
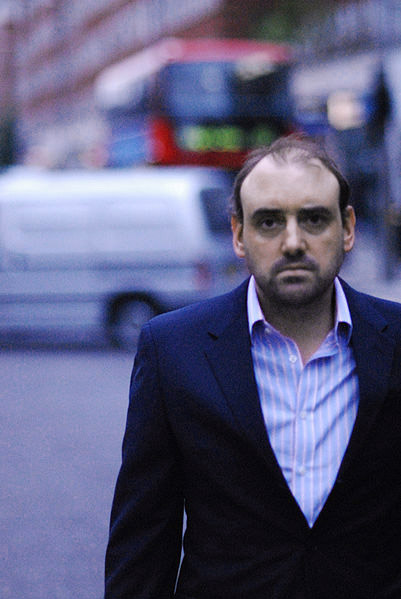
en:Henry Bond
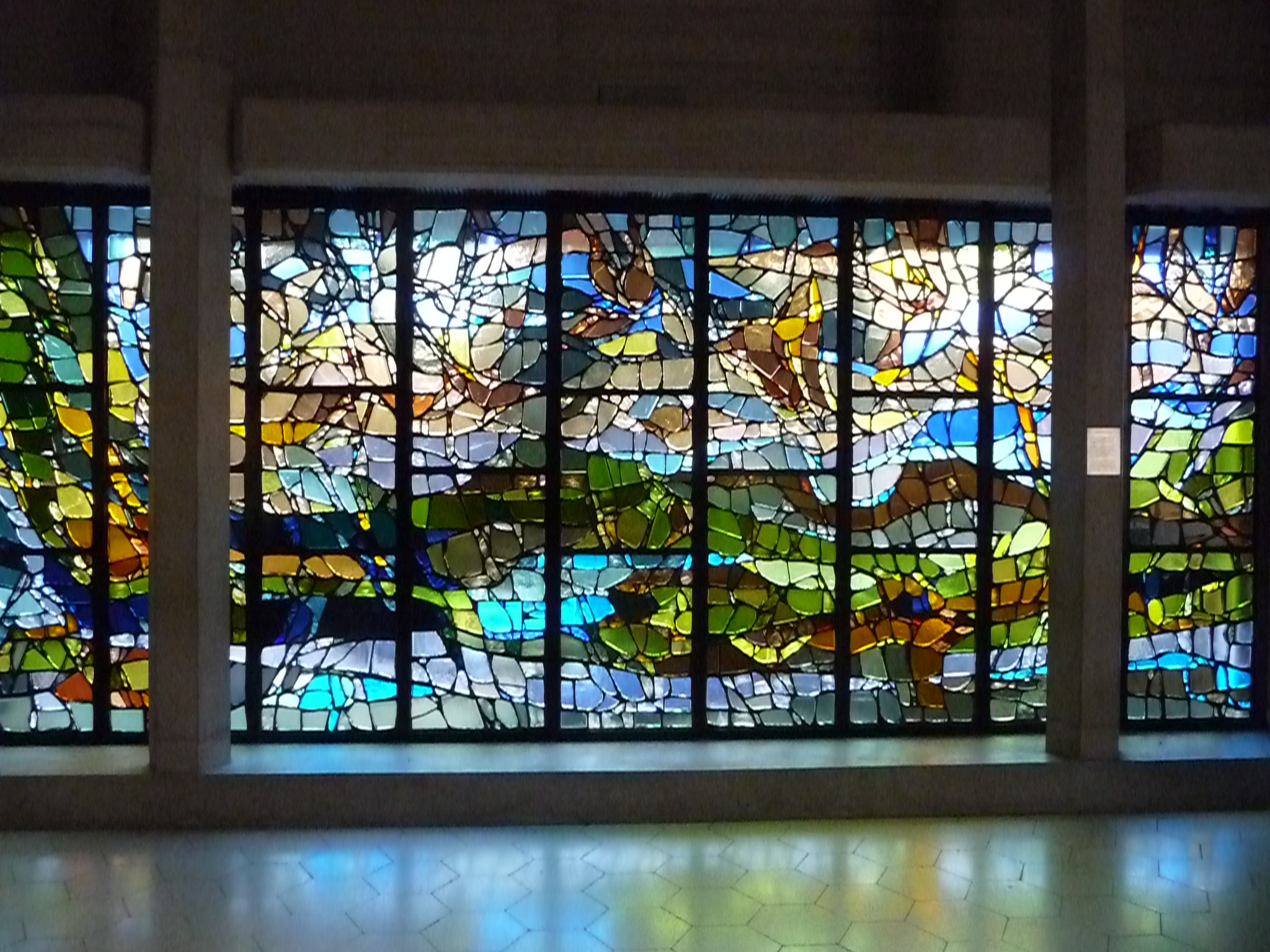
Henry Haig (obra)
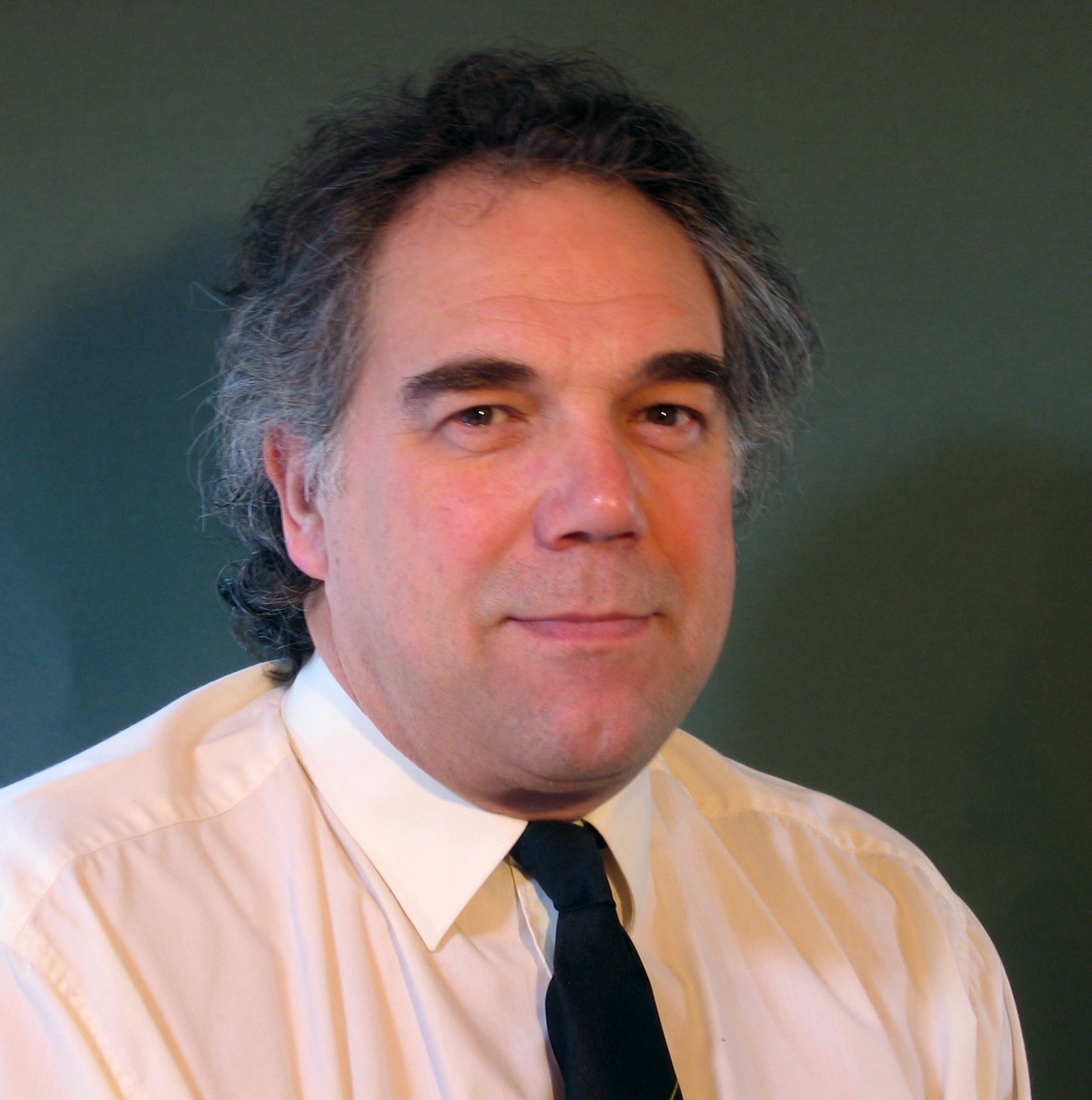
en:Les Hatton
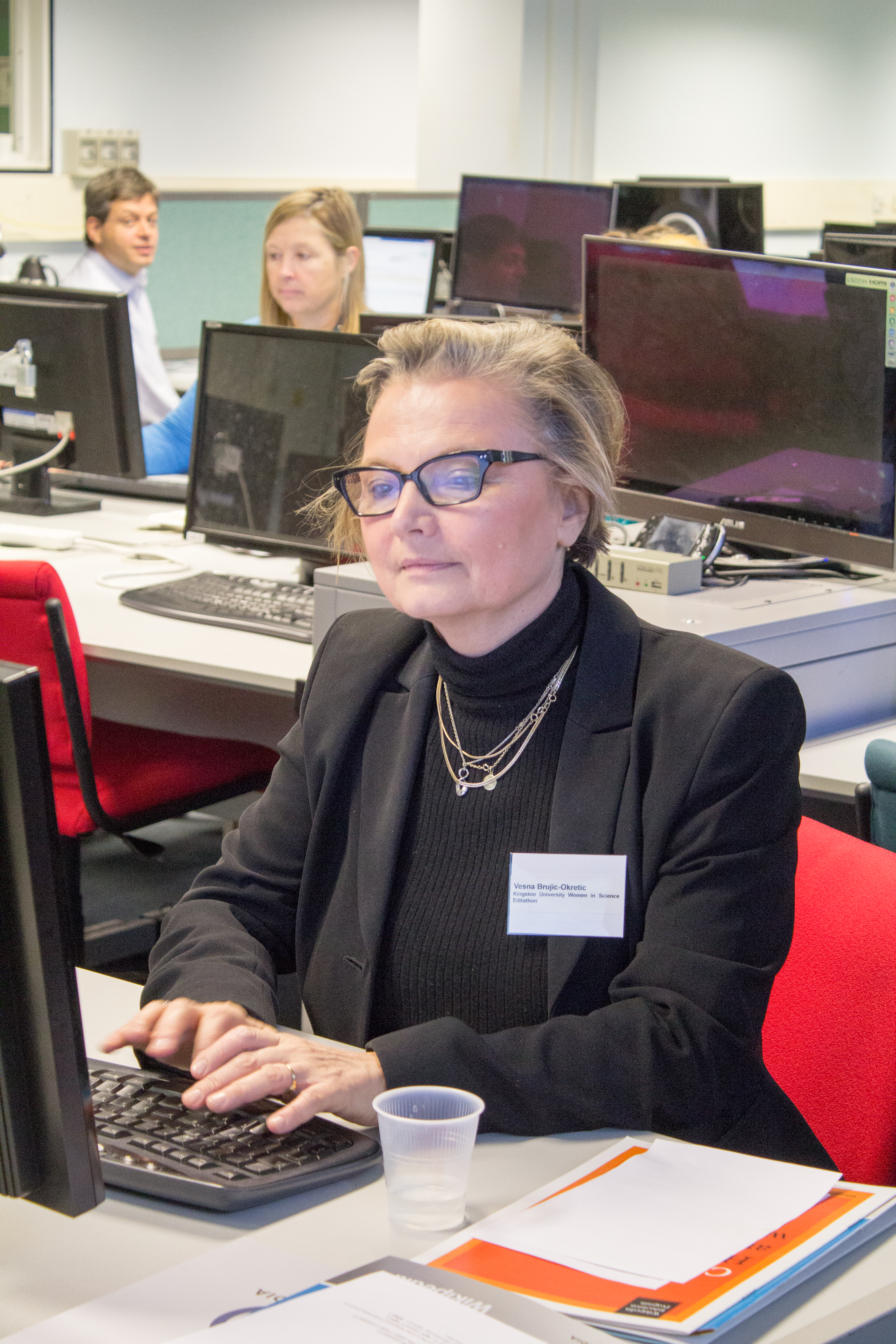
Vesna Brujic-Okretic

### Artes
- Henry Bond, profesor de fotografía.[23]
- en:Jane Manning, profesora de música.[24]
- Wilfred Fairclough, artista y grabador inglés.[25]
- Henry Haig, pintor, escultor y soplador de vidrio inglés.[26]
- Stephen Barber, profesor de historia del arte.[27]
- en:Chris Horrocks, profesor de historia del arte.[28]
- Carole Hodgson, profesora de bellas artes y escultura.[29]

### Cine y teatro
- en:Will Brooker, jefe del departamento de cine y televisión.[30]
- Felicity Colman, profesora de cine y 'artes mediáticas'.[31]
- fr:Alex McSweeney, profesor de escritura creativa y teatro.[32]
- Dr. Catherine O'Brien es una escritora, universitaria, periodista, crítica y teórica de cine británica.[33]
- Paul Andrew Williams, profesor de estudios cinematográficos, director, productor y actor.[34]
- Scott Wilson (academic), profesor de medios y estudios culturales.[35]
- en:John Mullarkey, profesor de cine y televisión.[36]

### Moda y diseño
- Moya Bowler, profesora de moda - diseñadora de calzado (1960 - 1980).[37]
- fr:Catherine McDermott, profesora de diseño.[38]
- Ben Kelly (designer), profesor de arquitectura de interiores.[39]
- en:Daphne Brooker, diseñadora de vestuario, profesora de moda.[40]

### Filosofía y Literatura
- Paul Bailey (British writer), investigador y escritor de escritura creativa.[41]
- en:Peter J. Conradi, profesor emérito de literatura.[42]
- Rachel Cusk, profesora de escritura creativa y literatura.[43]
- Vic Duppa-Whyte, profesor de escultura, ingeniero de papel, creador del 'pop-up book'.[44]
- en:Vesna Goldsworthy, profesora de literatura inglesa y escritura creativa.[45]
- Philippa Gregory, escritora y profesora de literatura.[46]
- Hanif Kureshi, escritor y profesor de escritura creativa.[47]
- Catherine Malabou, profesora de filosofía moderna europea.[48]
- Peter Osborne (philosopher), profesor de filosofía.[49]
- en:Peter Hallward, filósofo político especializado en Alain Badiou y Gilles Deleuze.[50]
- Martin McQuillan, profesor de teoría literaria y análisis cultural.[51]
- en:Simon Morgan Wortham, profesor de literatura y filosofía.[52]
- Brian Cathcart, profesor de periodismo.[53]
- en:Scott Bradfield, ensayista, crítico y escritor estadounidense.[54]

### Historia y política
- Brian Brivati, profesor de historia contemporánea.[55]
- Steve Keen, profesor y director de la Facultad de Economía, Historia y Política.[56][57]
- Laura Borràs, política española.[58]
- Paul Adelman, historiador británico.[59]
- fr:Marisa Linton, historiadora británica especializada en la Revolución Francesa.[60]
- Marko Attila Hoare, historiador británico de la ex Yugoslavia especializado en Europa sudoriental, incluidas Turquía y el Cáucaso.[61]
- en:Mary Bousted, Partido Laborista.[62]

### Ciencia y salud
- Robert Istepanian, profesor de comunicación de datos médicos.[63]
- en:Fiona Ross (nurse), profesora de investigación en salud, ex decana ejecutiva de la Facultad de Salud y Atención Social.[64]
- Bruce Durie, bioquímico y farmacólogo.[65]
- Mike Pittilo, profesor de ciencias biomédicas.[66]
- en:Trevor Sheldon, profesor de medicina.[67]
- Gerald Goodhardt, científico de marketing.[68]
- en:Nick Petford, profesor de Ciencias de la Tierra y Planetarias.[69]
- Paul Strathern, profesor de filosofía y ciencias.[70]
- Les Hatton, informático y matemático británico, profesor de ingeniería de software.[71]
- Rupa Huq, profesor de sociología y criminología.[72]
- en:Julius Weinberg, vicerrector y especialista en enfermedades infecciosas.[73]

### Economía
- Rima Horton, profesora titular de economía y esposa de Alan Rickman.[74]
- en:Rodney Turner, profesor de economía (teoría organizacional y gestión de proyectos).[75]
- Alan Gillett (surveyor), experto en terrenos, bienes raíces y construcción.[76]